# 第戎
第戎（法語：Dijon，法語發音：[diʒɔ̃] ⓘ），法国东部城市，勃艮第-弗朗什-孔泰大区科多尔省的一个市镇，同时也是该大区的首府以及该省的省会，其市镇面积为41.59平方公里，2022年1月1日时人口数量为159,941人，是大区内人口数量最多的市镇，在法国城市中排名第17位。其所属的市镇合作组织人口数量达25.2万，已于2018年升级为都会区。
第戎历史悠久，自中世纪起就已成为勃艮第地区的行政中心，瓦卢瓦勃艮第王朝时期一度发展成为西欧最重要的贸易口岸，现代则为法国东部的科教、文化、商业中心及交通枢纽。勃艮第是法国重要的葡萄酒产区之一，第戎市区的多处历史遗迹作为“勃艮第葡萄酒园”的组成部分已于2015年被整体列入《世界文化遗产》名录。第戎也因其地方美食而闻名，被媒体评为“法国四大美食之都”之一，第戎芥末酱、蜗牛菜、勃艮第牛肉炖锅及葡萄酒均为当地的代表性食物。
埃菲尔铁塔的建设者古斯塔夫·埃菲尔和法国水利工程师亨利·達西均出生于第戎。

## 地名来源
“第戎”一名的来源于高卢-罗马时期一个叫迪维奥的城池，而后者的来历则有多个不同的理论：迪维奥早在公元六世纪就已经以的形式为都爾的額我略的著作所记载；而根据前第戎市政图书馆馆长皮埃尔·格拉（Pierre Gras）的理论，一名来源于古高卢语“Devomagus”或“Diviomagus”，意为“神圣的田野”（champ sacré）；此外，根据法国高卢史研究学者扎维耶·德拉马尔（Xavier Delamarre）的推断，迪维奥当中的词根可能与现代法语当中的“上帝”（法語：dieu）同源。

## 历史
第戎是一座历史悠久的城市，2008年被法国文化部授予艺术与历史之城的称号。

### 高卢-罗马时期

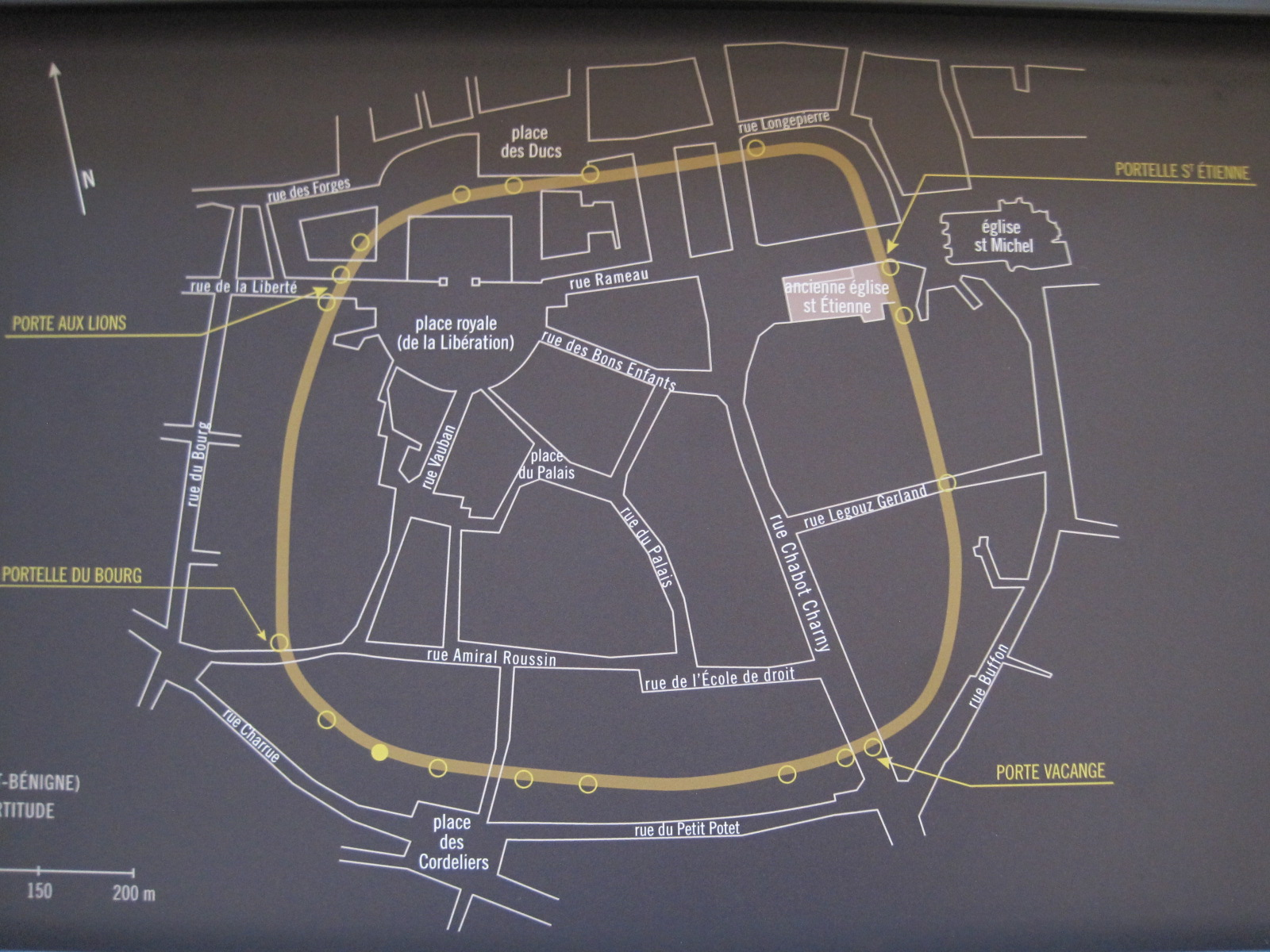
迪维奥城池示意图

第戎的起源可以上溯到公元前6世纪。彼时，第戎所在的朗格勒高原是高卢人的一支林贡斯人的主要活动范围，罗马人入侵后，两条阿格里帕大道（东西向的欧坦－格雷和南北向的巴黎－地中海）在林贡斯南部的迪维奥交汇，并逐渐发展成为重要的商业集镇。
公元三世纪末，一支东日耳曼民族——勃艮第人在与哥特人的战斗中败北，被迫迁移，史称“日耳曼大迁徙”；勃艮第人向西跨过莱茵河，与利普里安法兰克人逐渐融合，形成了一个新的部落，并向西继续扩张。除此之外，汪达尔人及阿拉伯游牧民族也开始对这一地区进行骚扰。为了抗击外敌，罗马人对迪维奥进行了加固，并建成了全长1.2公里、高10米，厚4.5米、设有33座瞭望台和4处城门的大型防御工事。公元413年，迪维奥指挥官与勃艮第人签订了和平协议，允许勃艮第人在此驻扎。获得了第戎的勃艮第人继续向外扩张，其军队在国王的带领下多处征战，向北扩张至香槟及欧塞尔，向西扩张至讷韦尔，向南则扩张至罗讷河下游，但在公元507年的阿尔勒围城战中失败，被迫返回。公元516年勃艮第国王贡德博去世后，其子嗣被多个法兰克人将领给杀害，勃艮第王国由此灭亡，其领土被法兰克国王提乌德贝尔特一世继承。

### 中世纪

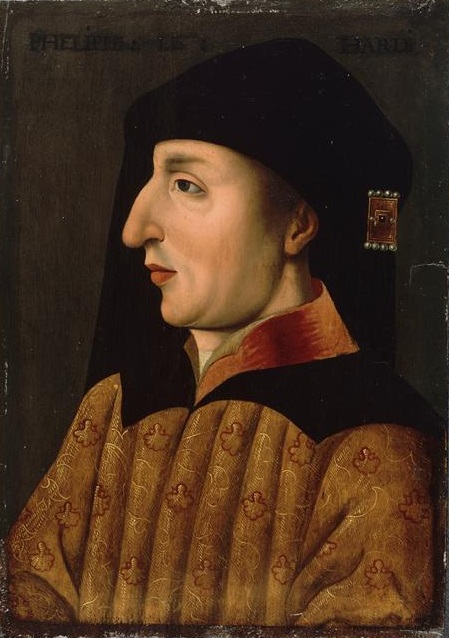
菲利普二世

中世纪初期，第戎为法兰西皇室领地，公元879年，博松获得欧坦和维埃纳伯爵头衔，其领地在博松887年逝世后落入了其弟弟勃艮第的理查德之手，并取得了讷韦尔和特鲁瓦伯爵爵位，公元918年，博松联合欧塞尔和桑斯伯爵，建立了勃艮第公国，定都第戎。公元10世纪时，勃艮第由罗伯特家族统治，其境内出现了三处天主教建筑：圣艾蒂安、圣玛丽和圣樊尚。公元11世纪初，勃艮第公爵出现内部矛盾，法兰西国王罗贝尔二世率兵镇压，受到了包括朗格勒主教鲁西的布吕农的抵抗，但最终失败。1032年，由于勃艮第公爵的绝嗣，法兰西将爵位加冕于其弟弟罗贝尔一世，由此出现了勃艮第王朝。1137年6月28日，第戎城在一场火灾中被烧毁，在此后的重建工程，环绕第戎的城墙向外扩张，市区内则出现了大批新建筑：勃艮第公爵宫、第戎综合医院、圣母教堂等，城墙以外也出现了城郊堡居民区（faubourg）。1361年，瓦卢瓦勃艮第王朝建立，第戎成为勃艮第大公国的首府。大公国不断壮大，到了菲利普二世时期已成为一个南北延伸超过1000公里，纵贯北海和地中海的大帝国，第戎也由此受益，成为一个重要的商业中心。大公国的壮大引发了法兰西和勃艮第之间的诸多矛盾，由于其领土靠近英吉利海峡，勃艮第在英法百年战争期间受到英国扶持，成为傀儡。在1477年南锡战役中，勃艮第国王大胆查理被勒内二世刺杀，大公国宣告破灭，重新回入了法兰西王室的控制之中。而當時第戎已是是歐洲的政治、經濟、文化、學術和科學中心。

### 16至18世纪

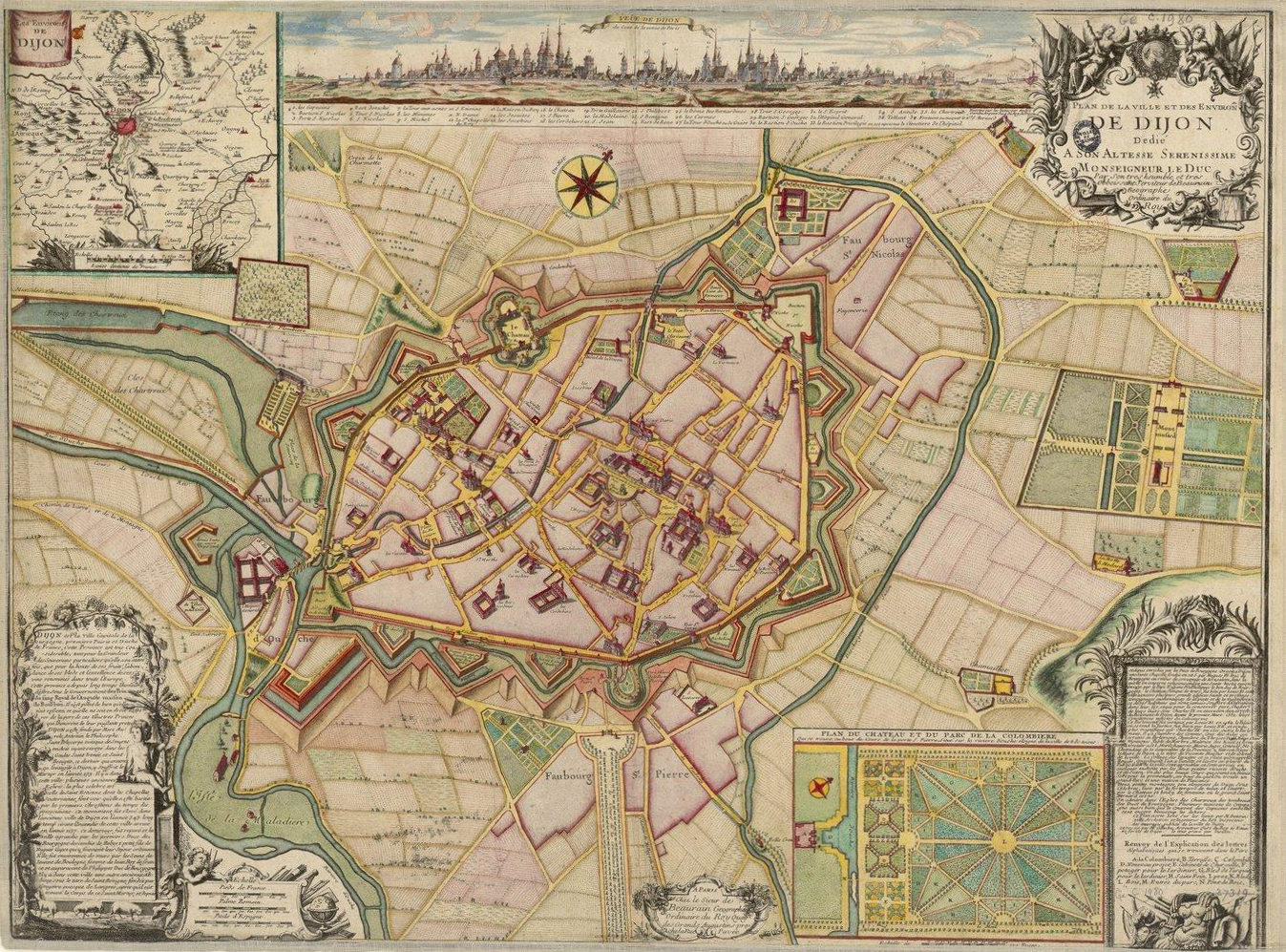
18世纪初的第戎地图

收归法兰西的勃艮第降级为伯国，而第戎则保持其区域性的行政中心的地位，路易十一在此设立勃艮第议会，并组织修建了一处城堡。哈布斯堡王朝则始终觊觎勃艮第，1513年，神圣罗马帝国马克西米利安一世与法兰西征战者路易二世在第戎发生围城战，最终在当地士兵及民众的抵抗下，哈布斯堡军队未能得逞。
在十六世纪的反宗教改革运动中，第戎市区兴建了大批天主教建筑，被称为“百钟之城”。1678年，随着弗朗什-孔泰并入法兰西，第戎不再是边境城市，局势的缓和使其经济得到新的发展。18世纪，第戎成为勃艮第政府的驻地，当地逐渐成为一个文化中心，出现了医院、学校、讲坛及公共花园等设施。根据第戎地方历史学家皮埃尔·格拉（Pierre Gras）先生的推断，第戎最早的市政选举制度可追溯至1755年，而到了18世纪末期，一些手工业工场也开始在第戎出现。

### 法国大革命
第戎在法国大革命期间受到了一定程度的破坏，1789年7月15日，革命军占领了公爵宫，并烧毁了圣母教堂、圣彼尼諾修道院等多处宗教设施。1790年3月4日，勃艮第政府被撤销，第戎成为了科多尔省的省会。

### 工业革命

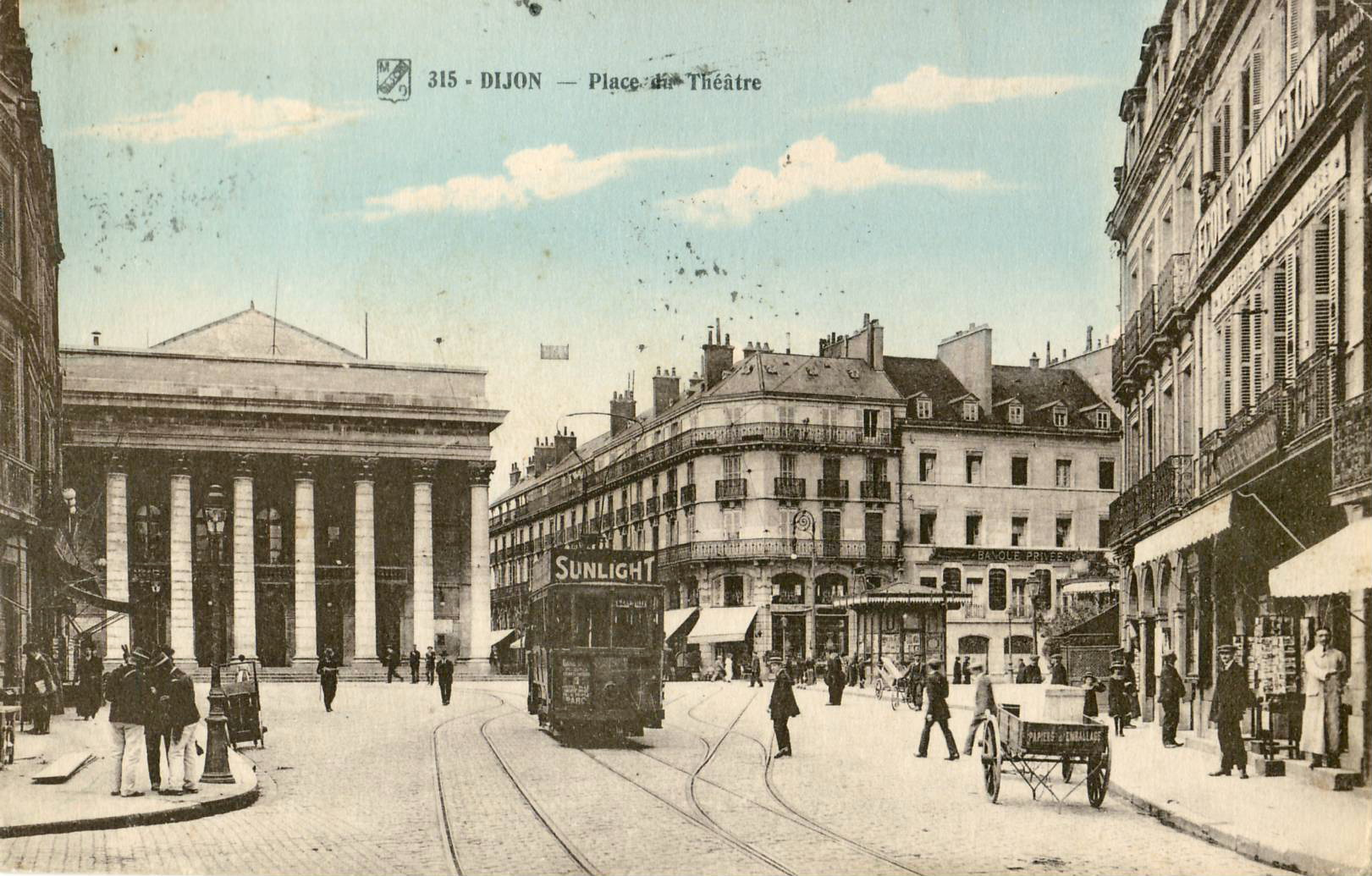
19世纪末的第戎街头

1832年，沿乌什河开凿的勃艮第运河以及其位于第戎境内的运河港建成，该河连接了罗讷河和塞纳河两大流域，是法国东部重要的水路通道。1840年，当地工程师亨利·達西在第戎主持建成法国首个城市直饮水系统，同时还修建了第戎城市排水管网，极大地改善了第戎因缺乏天然水域而产生的水患；同时，在时任第戎市长维克多·迪迈（Victor Dumay）的支持下。连接巴黎和地中海的铁路由第戎通过，该铁路法国最重要的南北交通干线，被誉为“皇家铁路”。在19世纪后期，前往洛林、布雷斯、贝尔福等方向的铁路也先后在第戎交汇，第戎成为了法国东部重要的铁路枢纽，城市规模及人口数量也得到迅速增长：从1850年到1900年，第戎人口由3万人增长到了7万人。普法战争期间，普鲁士军队曾入侵第戎，并在此发生第戎战役，在当地民众的抵抗下普鲁士军队最终未能占领第戎。法军失败后，为了防止普鲁士军队的继续扩张，第戎市区建起了更加坚固的防御工事。

### 现代
1904年，法国左派政治家亨利·巴拉邦出任第戎市长，其任期内大力推广政教分离政策，将当地多个带有宗教名称的街道进行了更名，如“圣皮埃尔广场”和“圣贝尔纳街”分别被改为“人民广场”和“艾蒂安·多雷街”。第二次世界大战期间，第戎遭受納粹佔領，並受美軍空襲，第戎火车站被炸毁，最终于1944年9月11日解放。
1945年上任的第戎市长菲利克斯·基尔先生推动了大批城市改造计划，市区周边出现了多个现代居民区，第戎火车站得以重建，此外第戎市区西侧的乌什河畔开凿了大型人工基尔湖并开辟了城市绿地公园。1981年，法国高速铁路东南线建成通车，第戎成为法国首批开行高速列车的城市，巴黎与第戎的最佳旅行时间缩短至1小时35分钟；而2011年建成的莱茵河－罗讷河高速铁路则使得第戎成为一个高铁枢纽。2012年9月，现代第戎有轨电车建成。自2016年起，第戎成为勃艮第-弗朗什-孔泰大区的首府。2018年，第戎所在的市镇公共合作组织升级为都会区。

## 地理
第戎位于法国东部，勃艮第-弗朗什-孔泰大区中部和科多尔省东部，距离法国首都巴黎大约310公里。与第戎接壤的市镇包括：舍诺沃、隆维、塞讷塞莱第戎、克蒂尼、吕费莱塞希雷、圣阿波利奈尔、塔朗、阿于、阿涅尔莱第戎、贝勒丰、舍维尼圣索沃尔、科尔塞勒莱蒙、方丹莱第戎、普隆比耶尔莱第戎、讷伊-克里莫卢瓦。

### 地形

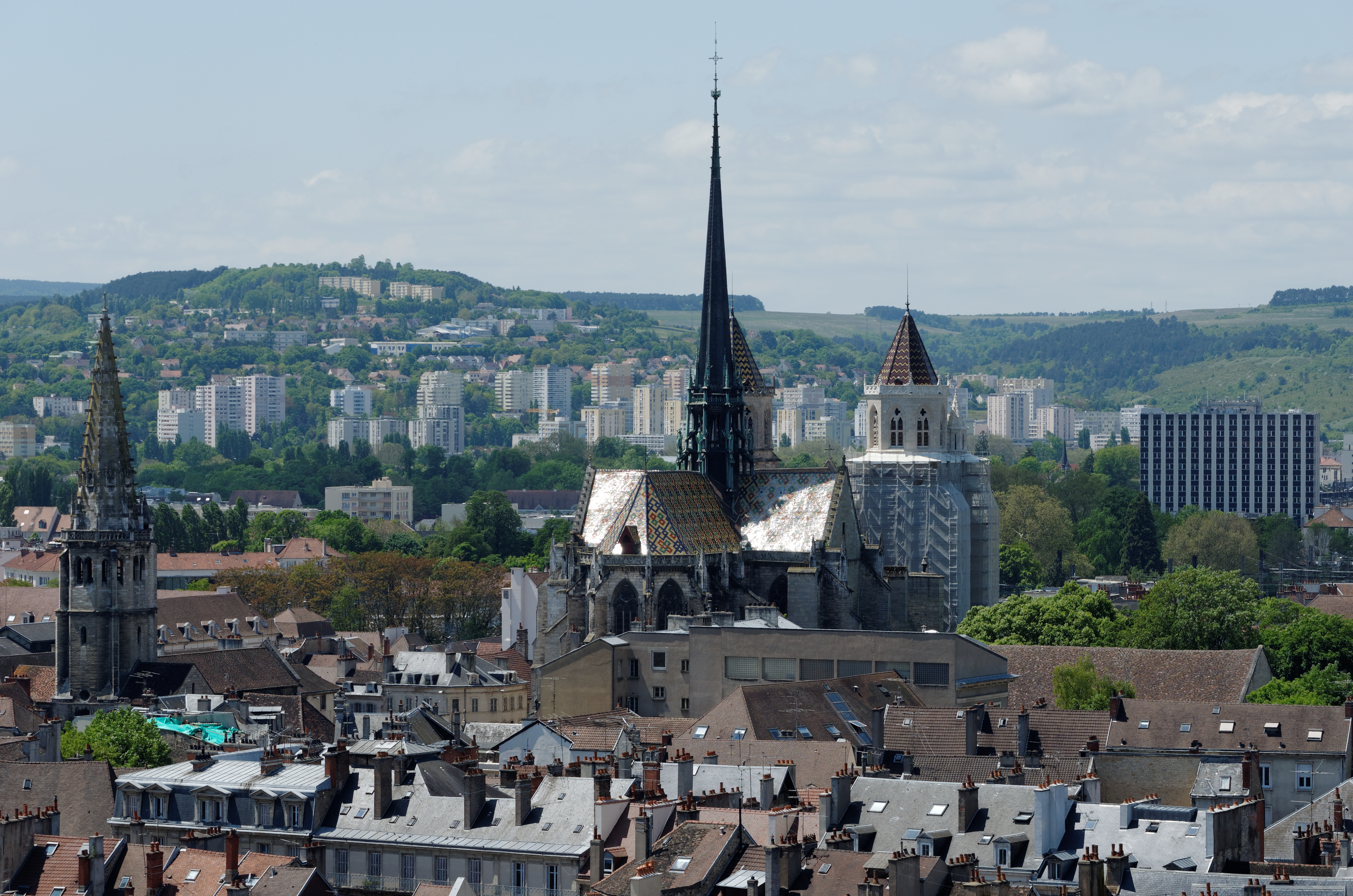
远眺圣彼尼諾主教座堂及后方的建筑

第戎位于科多尔高原的一处地势平坦的坝子之上，西部为莫尔旺山残脉，其余街区少有起伏，全境海拔在220到410米之间。

### 地质
第戎市区位于科多尔高原南侧，东侧和南侧为布雷斯平原，是第四纪中期因冰川消融所造成的风化和侵蚀而形成，其土壤以黄土为主，细腻而富有粘性；西部和北侧则属于莫尔旺山脉的余脉，是海西运动的产物，后经过千万年的风化和侵蚀，高度已大幅减少，其裸露于地表的土壤主要形成于侏罗纪晚期。此外，第戎南部地区地处莫尔旺山和布雷斯平原的交接处，受到多条河流的冲积作用，其地表土层深厚且透气，利于农作物生长，第戎所处的科多尔省东部地区为勃艮第葡萄酒的主要产区。

### 水文

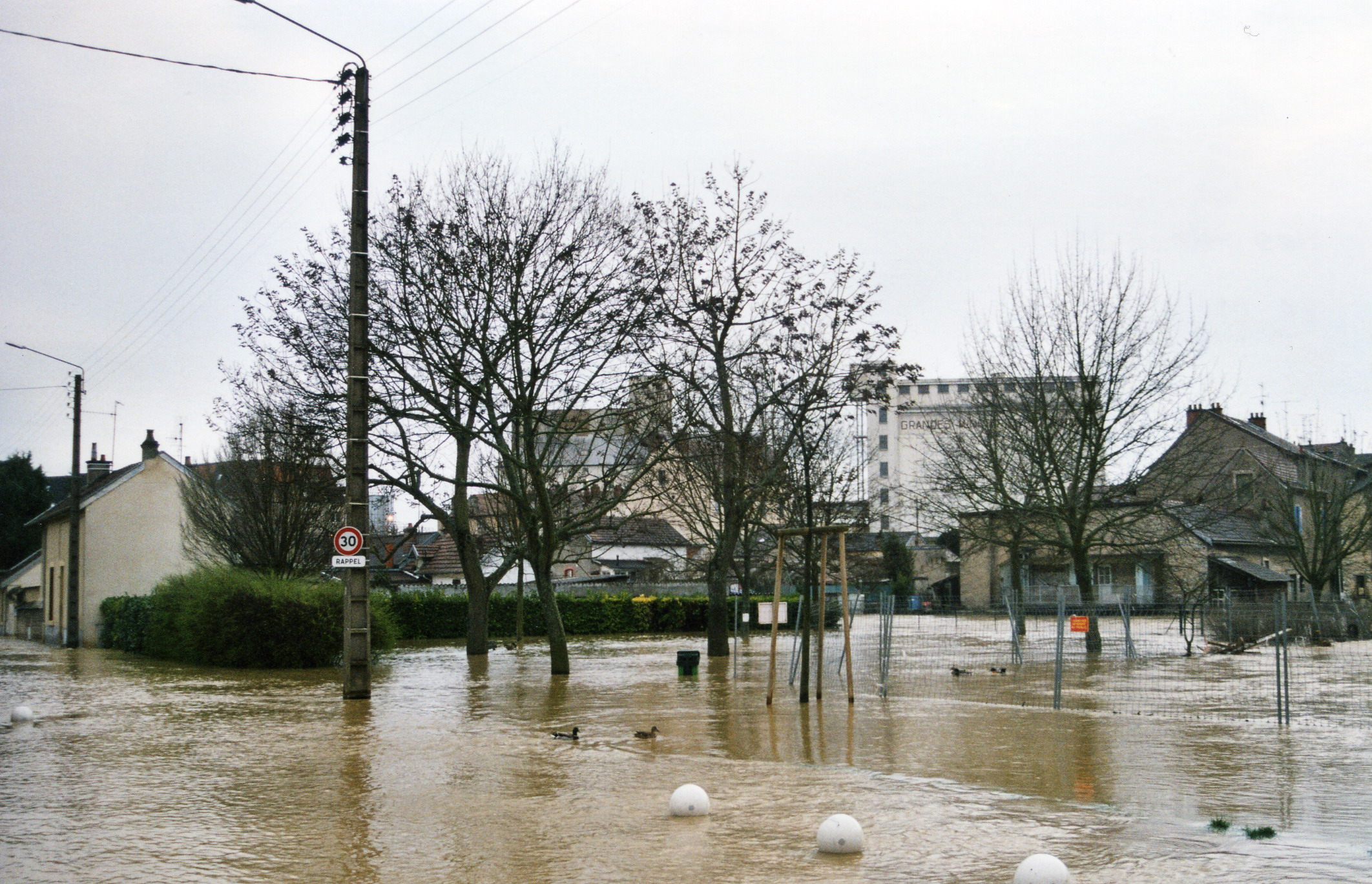
2001年第戎内涝

流经第戎境内最大的河流是乌什河，该河发源于莫尔旺山北麓内部，由西北向东南方向流经第戎，平均宽度仅10米左右，在40公里外汇入索恩河，属于罗讷河水系，后者为法国五大河流之一。工业革命时期开凿的勃艮第运河经过第戎境内，并连通塞纳河和索恩河两大水系，该河平行于乌什河南侧，现可通行小型船只并配有一个码头。市区西侧有一个基尔湖，与乌什河相连，面积约1平方公里。
由于乌什河在第戎上游地区流域范围较大，汇集了较多的支流，而乌什河离开第戎后又经过了较长的一段路程（大约20公里）才汇入索恩河，且这段河道并不宽阔，故而排水量有限。这样，乌什河的排洪功能非常有限，在多雨的季节，第戎市区很有可能受到内涝的威胁。2013年5月3日，第戎西侧的莫尔旺山普降大雨，因排水不畅，使得第戎市区及周边多个地方发生内涝。万幸的是，因疏散及时，最终没有造成人员伤亡。

### 气候
第戎在柯本气候分类法中属于温带海洋性气候，但由于距离海岸线较远，当地气候带有一定的大陆性特征，表现为年温差相对较大，冬季气温较低，偶有极端天气出现。
第戎境内设有气象站，以下为该气象站的数据：
| 第戎1981年－2019年  | 第戎1981年－2019年 | 第戎1981年－2019年 | 第戎1981年－2019年 | 第戎1981年－2019年 | 第戎1981年－2019年 | 第戎1981年－2019年 | 第戎1981年－2019年 | 第戎1981年－2019年 | 第戎1981年－2019年 | 第戎1981年－2019年 | 第戎1981年－2019年 | 第戎1981年－2019年 | 第戎1981年－2019年 |
| 月份                | 1月                | 2月                | 3月                | 4月                | 5月                | 6月                | 7月                | 8月                | 9月                | 10月               | 11月               | 12月               | 全年               |
| ------------------- | ------------------ | ------------------ | ------------------ | ------------------ | ------------------ | ------------------ | ------------------ | ------------------ | ------------------ | ------------------ | ------------------ | ------------------ | ------------------ |
| 历史最高温 °C（°F） | 16.5 (61.7)        | 21.1 (70.0)        | 23.5 (74.3)        | 29 (84)            | 34.4 (93.9)        | 37.3 (99.1)        | 39.5 (103.1)       | 39.3 (102.7)       | 34.2 (93.6)        | 28.3 (82.9)        | 21.6 (70.9)        | 17.5 (63.5)        | 39.5 (103.1)       |
| 平均高温 °C（°F）   | 4.8 (40.6)         | 7 (45)             | 11.8 (53.2)        | 15.2 (59.4)        | 19.5 (67.1)        | 23.2 (73.8)        | 26.1 (79.0)        | 25.6 (78.1)        | 21.1 (70.0)        | 15.7 (60.3)        | 9.2 (48.6)         | 5.6 (42.1)         | 15.4 (59.7)        |
| 日均气温 °C（°F）   | 2 (36)             | 3.3 (37.9)         | 7.1 (44.8)         | 10.1 (50.2)        | 14.3 (57.7)        | 17.7 (63.9)        | 20.3 (68.5)        | 19.9 (67.8)        | 16 (61)            | 11.6 (52.9)        | 6 (43)             | 2.9 (37.2)         | 10.9 (51.6)        |
| 平均低温 °C（°F）   | −0.8 (30.6)        | −0.4 (31.3)        | 2.4 (36.3)         | 4.9 (40.8)         | 9.1 (48.4)         | 12.3 (54.1)        | 14.5 (58.1)        | 14.3 (57.7)        | 10.9 (51.6)        | 7.4 (45.3)         | 2.8 (37.0)         | 0.3 (32.5)         | 6.5 (43.7)         |
| 历史最低温 °C（°F） | −21.3 (−6.3)       | −22 (−8)           | −15.3 (4.5)        | −5.3 (22.5)        | −3.3 (26.1)        | 0.8 (33.4)         | 2.8 (37.0)         | 4.3 (39.7)         | −1.6 (29.1)        | −4.9 (23.2)        | −10.6 (12.9)       | −20.8 (−5.4)       | −22 (−8)           |
| 平均降水量 mm（）   | 57.4 (2.26)        | 43.8 (1.72)        | 48.3 (1.90)        | 58.2 (2.29)        | 86.6 (3.41)        | 68.1 (2.68)        | 66 (2.6)           | 60.1 (2.37)        | 64.5 (2.54)        | 70.9 (2.79)        | 73.2 (2.88)        | 63.4 (2.50)        | 760.5 (29.94)      |
| 月均日照時數        | 63.9               | 94.4               | 151.3              | 185.4              | 212.3              | 239.1              | 248.3              | 233.6              | 181.3              | 117.2              | 67.8               | 54.2               | 1,848.8            |
| 来源：infoclimat.fr |                    |                    |                    |                    |                    |                    |                    |                    |                    |                    |                    |                    |                    |

## 行政区划
第戎是法国勃艮第-弗朗什-孔泰大区科多尔省的一个市镇，编号为21231，它也是科多尔省的省会。第戎下辖第戎区，管理第戎第一县、第二县、第三县、第四县、第五县和第六县，同时也是第戎都会区的办公驻地。
第戎市镇被划为11个街区，并实行街区自治制度。
法国国家统计与经济研究所（简称）在进行数据统计时，将第戎及相邻的另外14个市镇设为第戎城市核心区，并将包括核心区在内的周边共214个市镇划为第戎城市区。
同时，还将第戎市镇分为了66个“块区”（IRIS），以便于统计人口分布情况。
| 第戎街区地图                                                                                                | 第戎街区地图 | 第戎街区地图 | 第戎街区地图        | 第戎街区地图 | 第戎街区地图 | 第戎街区地图 |
| --- | ------------ | ------------ | ------------------- | ------------ | ------------ | ------------ |
| 第戎市中心 莱布罗什 蒙沙佩 蒙米扎尔 运河港 火车站 舍夫勒尔-公园 拉图瓦松多尔 莱格雷西耶 拉马拉迪耶尔 乌什泉 |              |              |                     |              |              |              |
| 街区名称*                                                                                                   | 街区原名     | 面积 （k㎡） | 人口数量 （2013年） |              |              |              |
| 第戎市中心                                                                                                  |              | 1.96         | 20,500              |              |              |              |
| 蒙米扎尔 |              | 5.41         | 13,460              |              |              |              |
| 运河港 |              | 3.1          | 14,940              |              |              |              |
| 火车站 |              | 4.16         | 24,000              |              |              |              |
| 舍夫勒尔-公园                                                                                               |              | 5.29         | 30,000              |              |              |              |
| 蒙沙佩 |              | 1.64         | 23,920              |              |              |              |
| 莱布罗什 |              | 2.32         | 14,940              |              |              |              |
| 拉图瓦松多尔                                                                                                |              | 6.11         | 17,350              |              |              |              |
| 莱格雷西耶                                                                                                  |              | 3.31         | 8,500               |              |              |              |
| 拉马拉迪耶尔                                                                                                |              | 1.57         | 12,510              |              |              |              |
| 乌什泉 |              | 5.5          | 18,620              |              |              |              |
| *中文名称非官方正式翻译，仅供参考                                                                           |              |              |                     |              |              |              |

## 交通

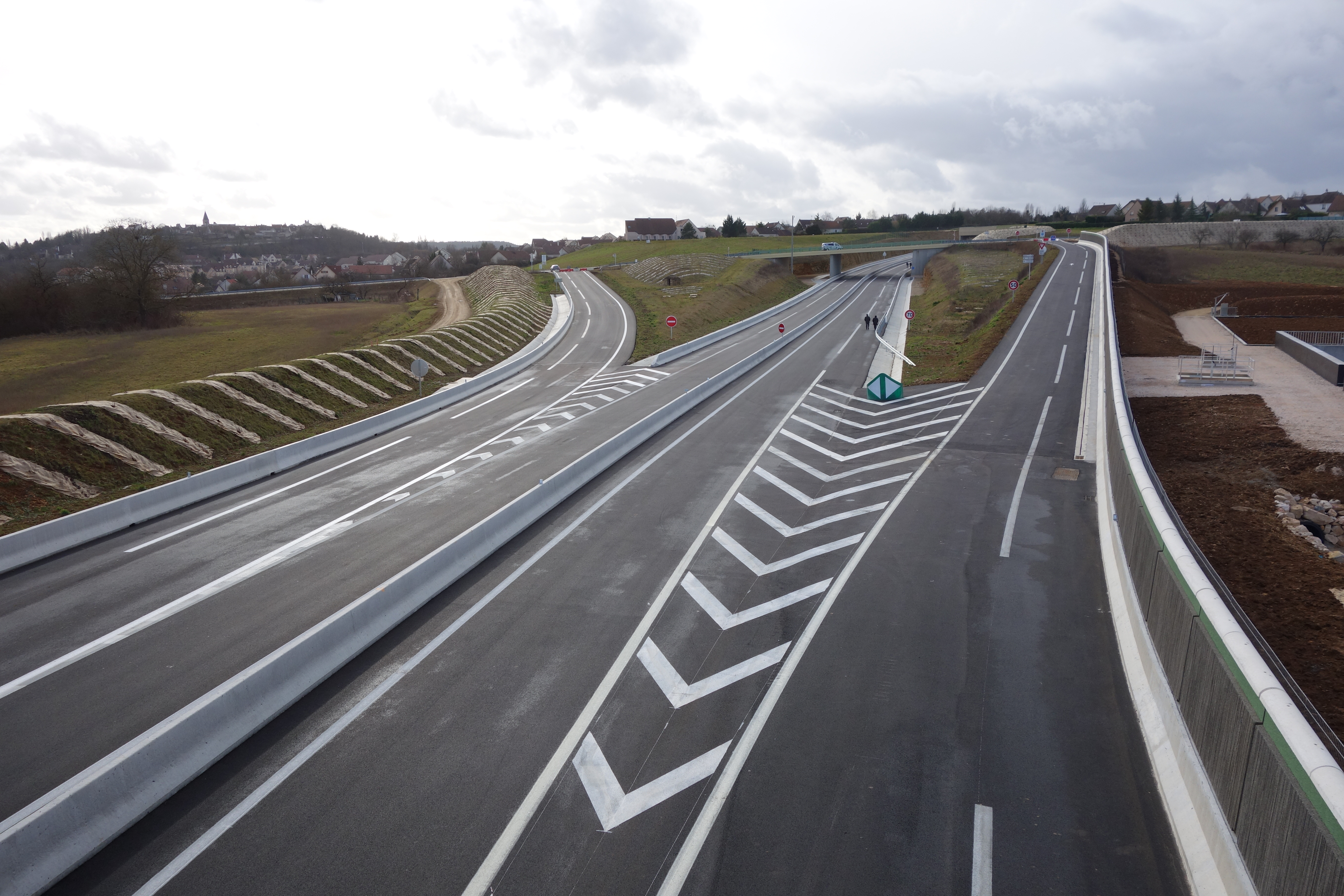
通车前夕的第戎环城公路

### 公路
第戎是法国东部的一个重要交通枢纽，A31、A38和A39三条高速公路以及多条科多尔省省道在第戎境内交汇，第戎环城公路呈“7”字形穿越市区北部和东部，形成了快速过境通道，已于2014年全线竣工。
第戎汽车站位于城站火车站门口，是一个开放式的巴士停靠点，勃艮第-弗朗什-孔泰大区城际客运开行由此站前往博讷、格雷、纳塞河畔苏瓦松等地的常规或校车线路，其中前往博讷方向的巴士将停靠沿途的所有市镇。一些国际性的巴士公司也开行途径第戎的多条长途客车线路，可直达或通过联程中转前往法国及西欧主要城市。
2015年，64.1%的第戎家庭拥有至少一辆的私人汽车。第戎市区内多条街道设有沿街停车场，其中城站火车站附近设有大型立体停车场。2016年，第戎境内共发生各类交通事故49起，造成1人遇难，70人受伤。

### 铁路

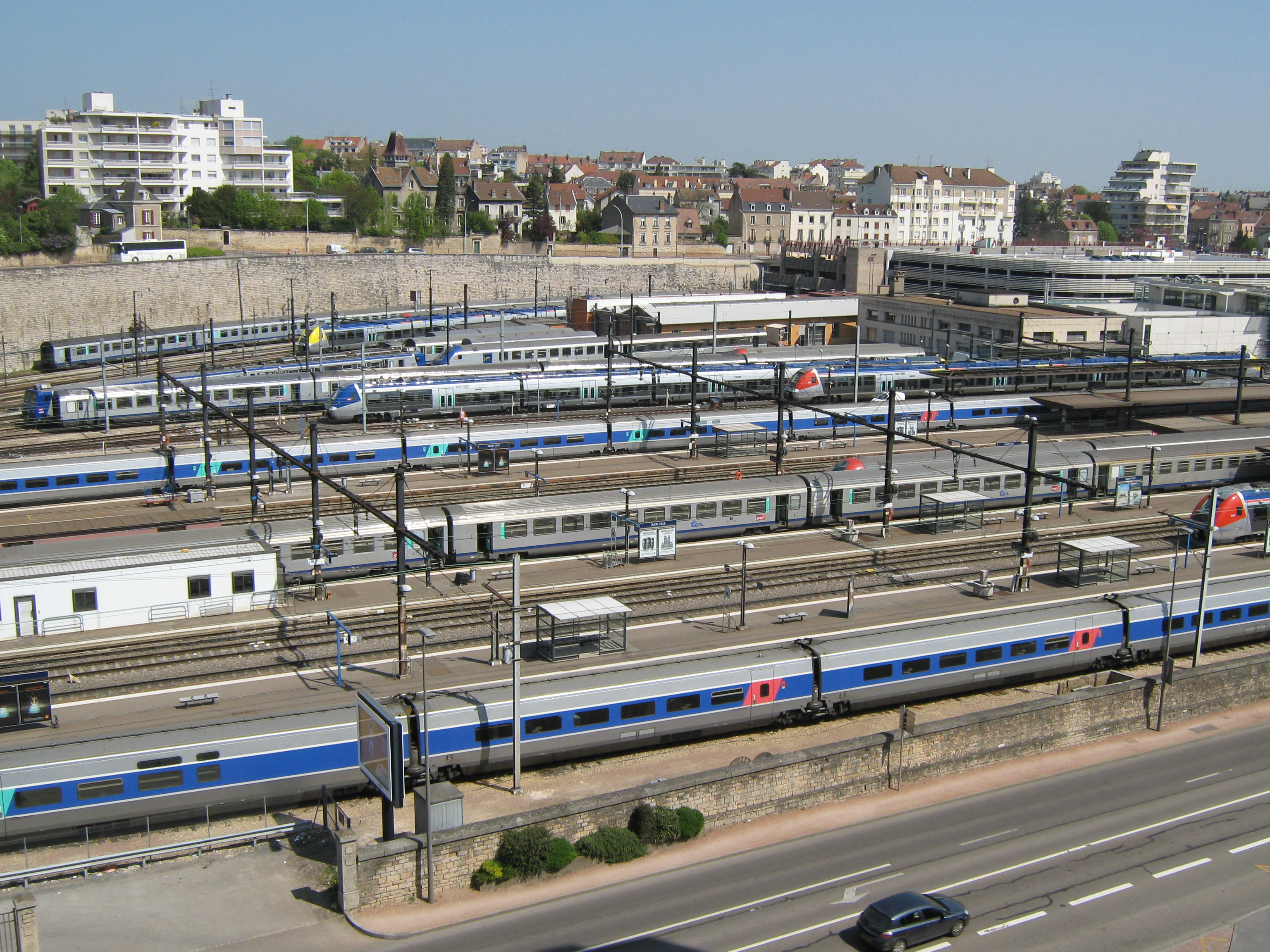
第戎城站内停靠的列车

第戎是法国东部的铁路枢纽之一，巴黎－马赛铁路自巴黎出发一路向东南方向延伸，在第戎市区转向正南前往里昂和马赛，该铁路是法国本土里程最长的铁路干线，被称为“皇家铁路”。此外第戎－蒂耶河畔伊斯铁路、第戎－瓦洛尔布铁路和第戎－圣阿穆尔铁路等铁路也在此交汇。莱茵河－罗讷河高速铁路的西端位于第戎市区东部，该铁路已于2011年底正式投入运营，第戎前往斯特拉斯堡的最短旅行时间已缩短至两小时以内。
第戎城火车站是第戎境内最主要的客运火车站，该站每天停靠数班往返于巴黎和米卢斯或贝桑松之间的高速列车，前往巴黎的最短旅行时间为1小时35分钟，另有多条南北向的高速列车途经第戎，可直达前往马赛、里昂、里尔、尼斯、卢森堡、斯特拉斯堡、蒙彼利埃、尼姆及土伦等城市；第戎也是TGV Lyria线路网当中的一个途经站，由巴黎出发前往洛桑和苏黎世方向的列车将停靠第戎。在区域交通方面，第戎城站每天开行前往巴黎、欧塞尔、讷韦尔、克莱蒙费朗、布雷斯地区布尔格、兰斯、南锡、贝桑松及里昂方向的大区列车。此外，自2012年起，第戎城站每天晚上还停靠一班Thello列车，可直达米兰和威尼斯。2018年，第戎城火车站累计发送旅客数量达579.8万人次，是法国铁路系统当中的a类车站。
除此之外，第戎市区内还有一处小型的铁路乘降所：第戎新门火车站，位于第戎市区以东，该站是一个无人看守的高架火车站，停靠前往蒂耶河畔伊斯方向的区域列车。

### 航空
第戎勃艮第机场位于第戎市区东南部的乌日境内，在2014年以前，该机场开行前往波尔多、图卢兹和南特的固定航线，但因上座率过低而停航，现该机场仅供商务飞机停靠。距离第戎最近的民用航空站为多勒汝拉机场，车程约40分钟，该机场开行前往法国南部地中海沿岸以及北非部分城市的航班。此外，第戎城站每天早上停靠一班可直达巴黎戴高乐机场的高速列车。

### 城市公共交通
为第戎城市公共交通的商业名称，该交通系统由凯奥雷斯-第戎负责运营，截至2020年4月，该系统共包含了两条有轨电车线路、5条主干线路、13条普通线路和数十条校车或定制公交线路，路网覆盖了整个第戎都会区。
第戎最初的有轨电车系统建于1888年，后因设施老化及私家车的兴起而于1961年彻底拆除。20世纪末，随着现代公共交通可持续发展概念的推广，第戎市政府决定重建有轨电车系统。2012年9月，第戎有轨电车1号线正式运营；同年12月，2号线也紧接着通车。两条路线呈“T”字形，构成了第戎的干线交通骨架。
第戎公共自行车服务开启于2008年2月，该系统在第戎市区设有40个自行车停靠点和超过400辆自行车，亦是第戎城市公共交通的一部分。

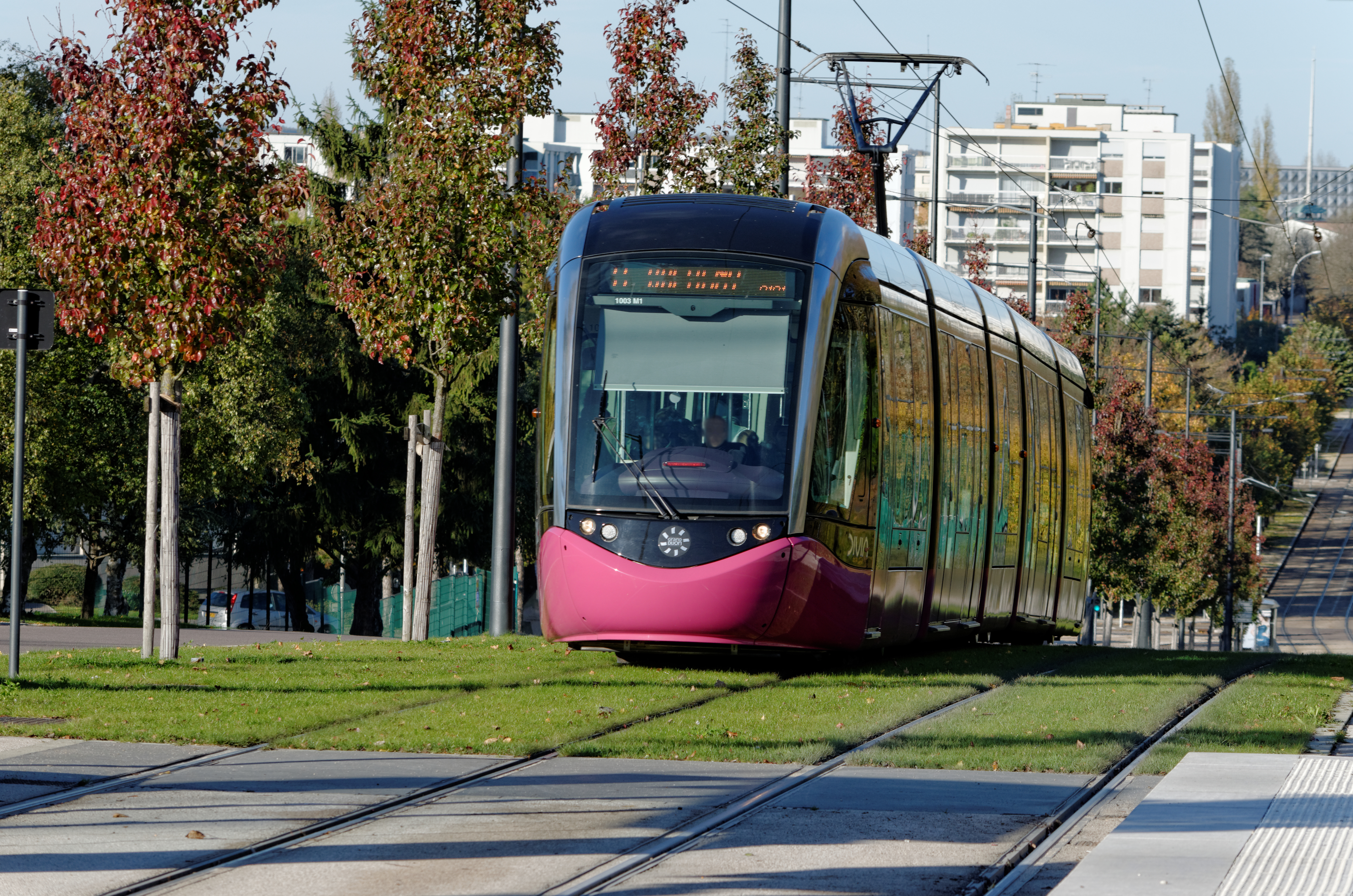
第戎有轨电车
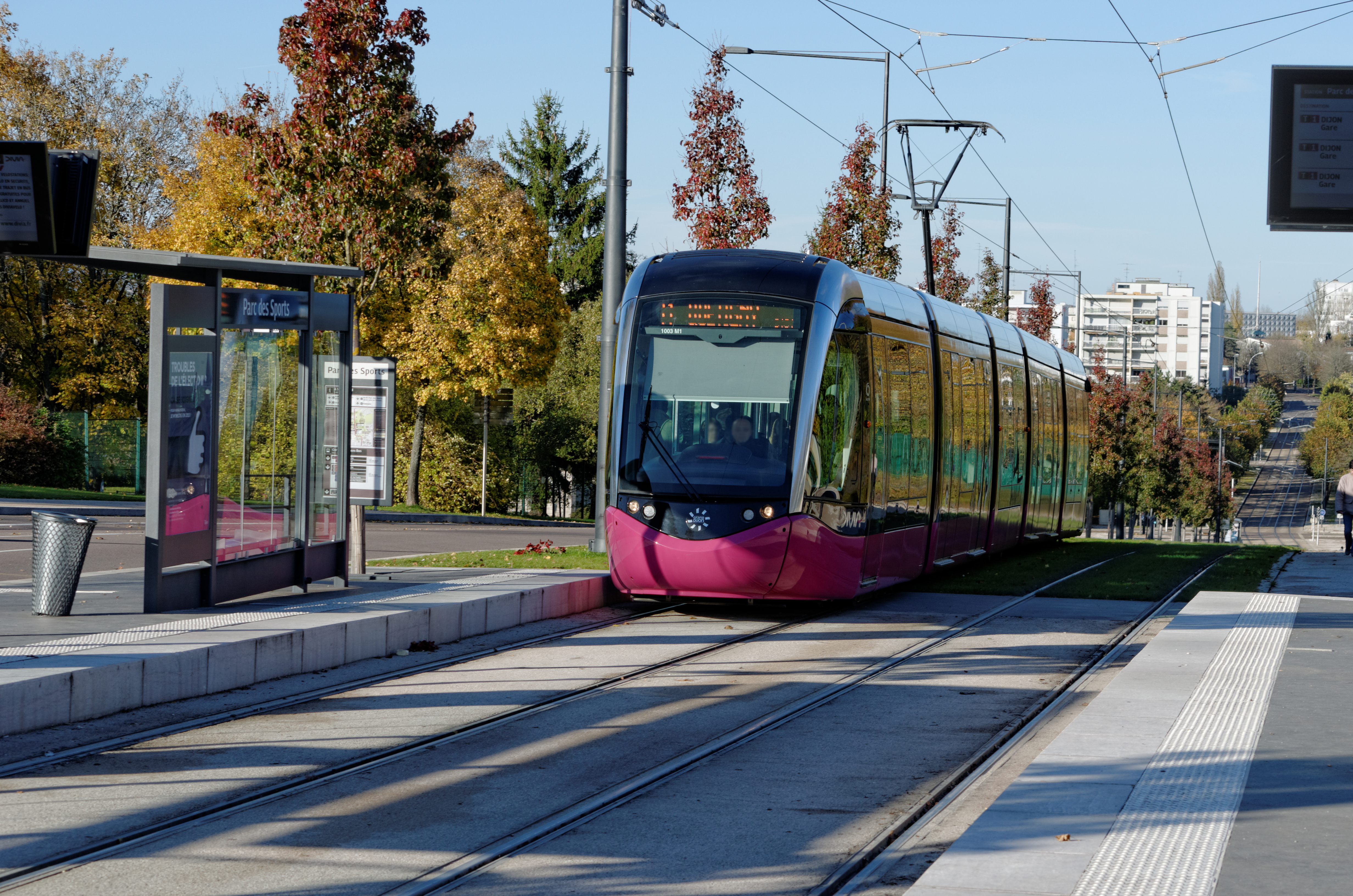
第戎有轨电车体育公园站
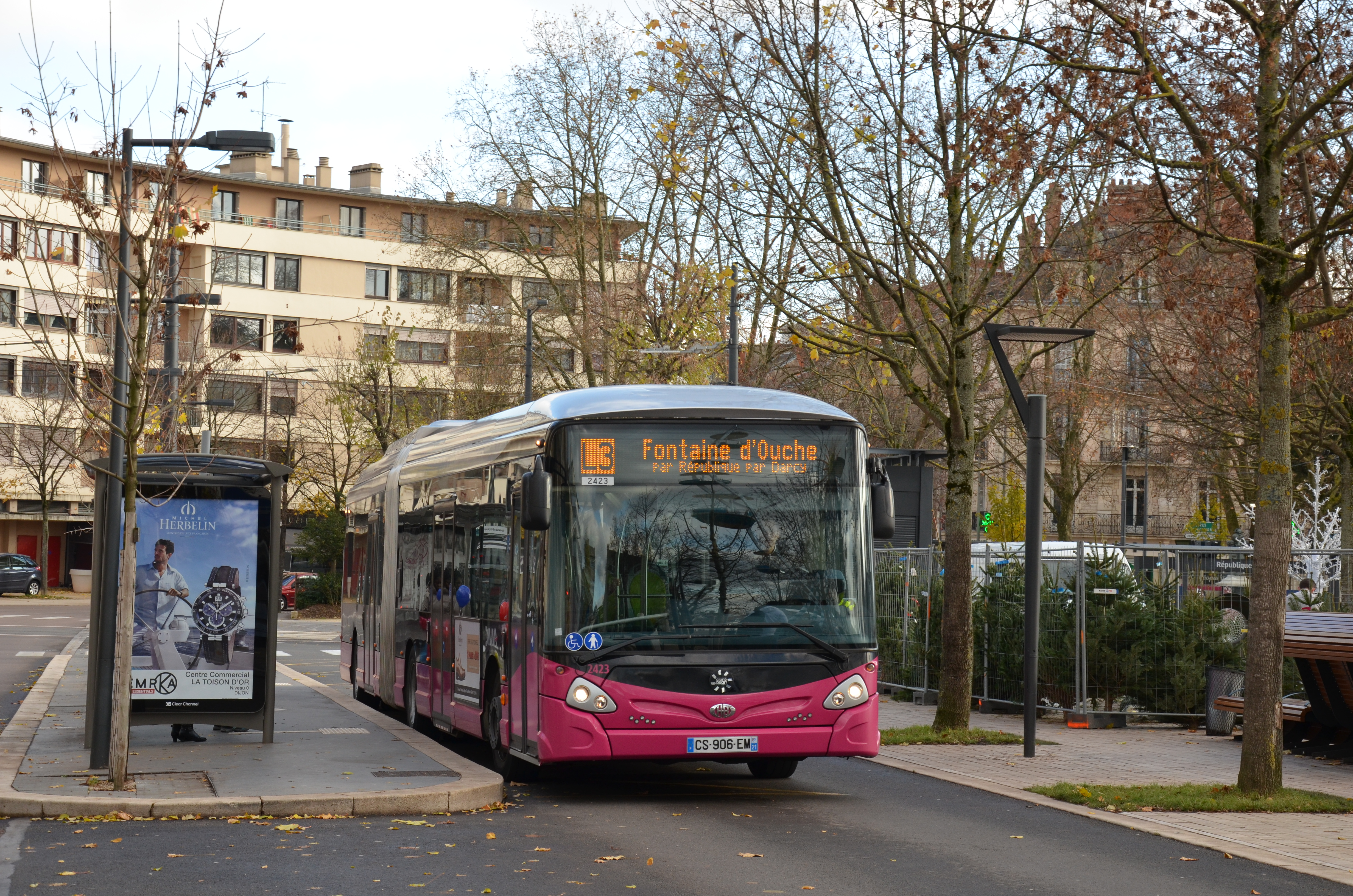
第戎公交L3线
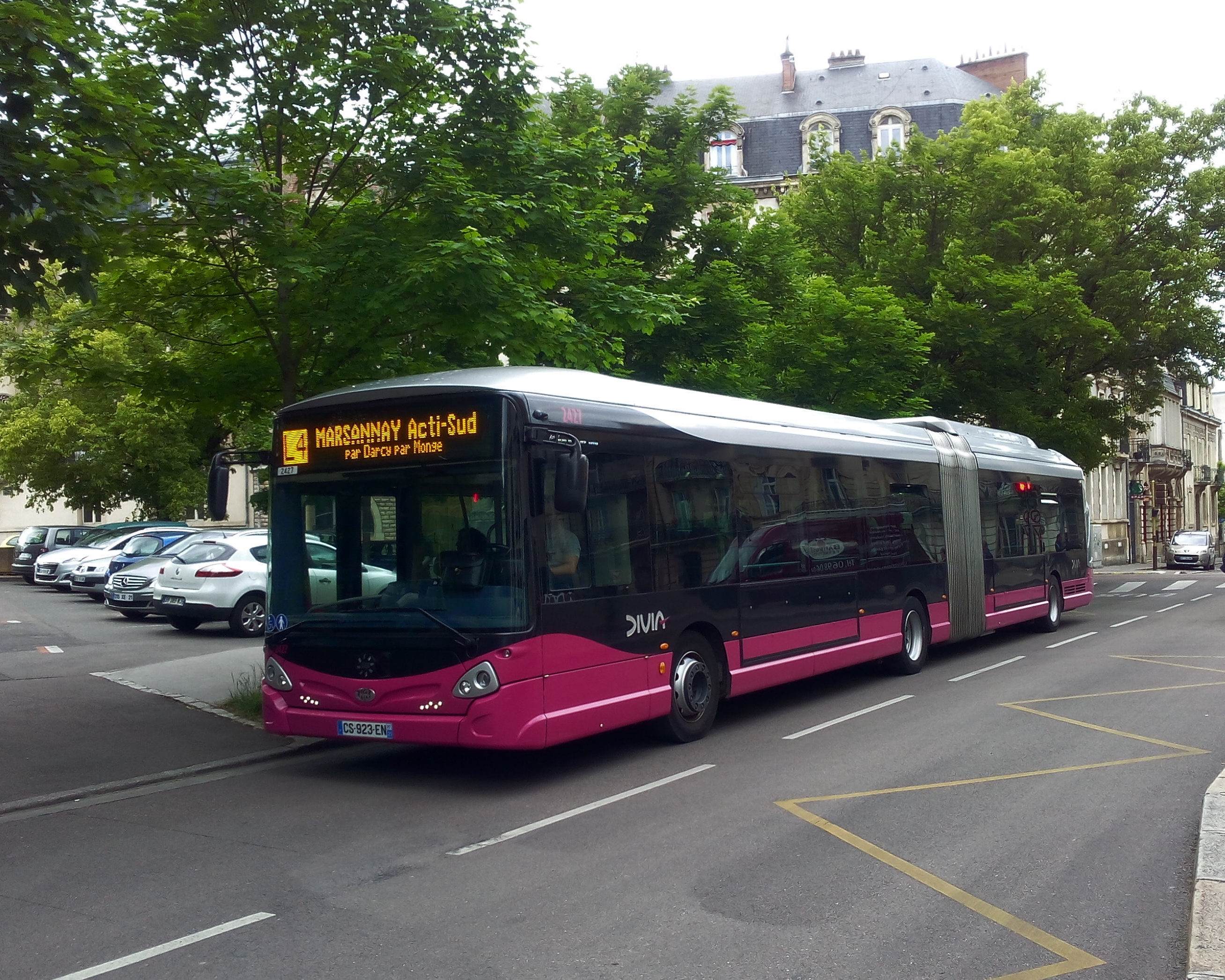
第戎公交L4线
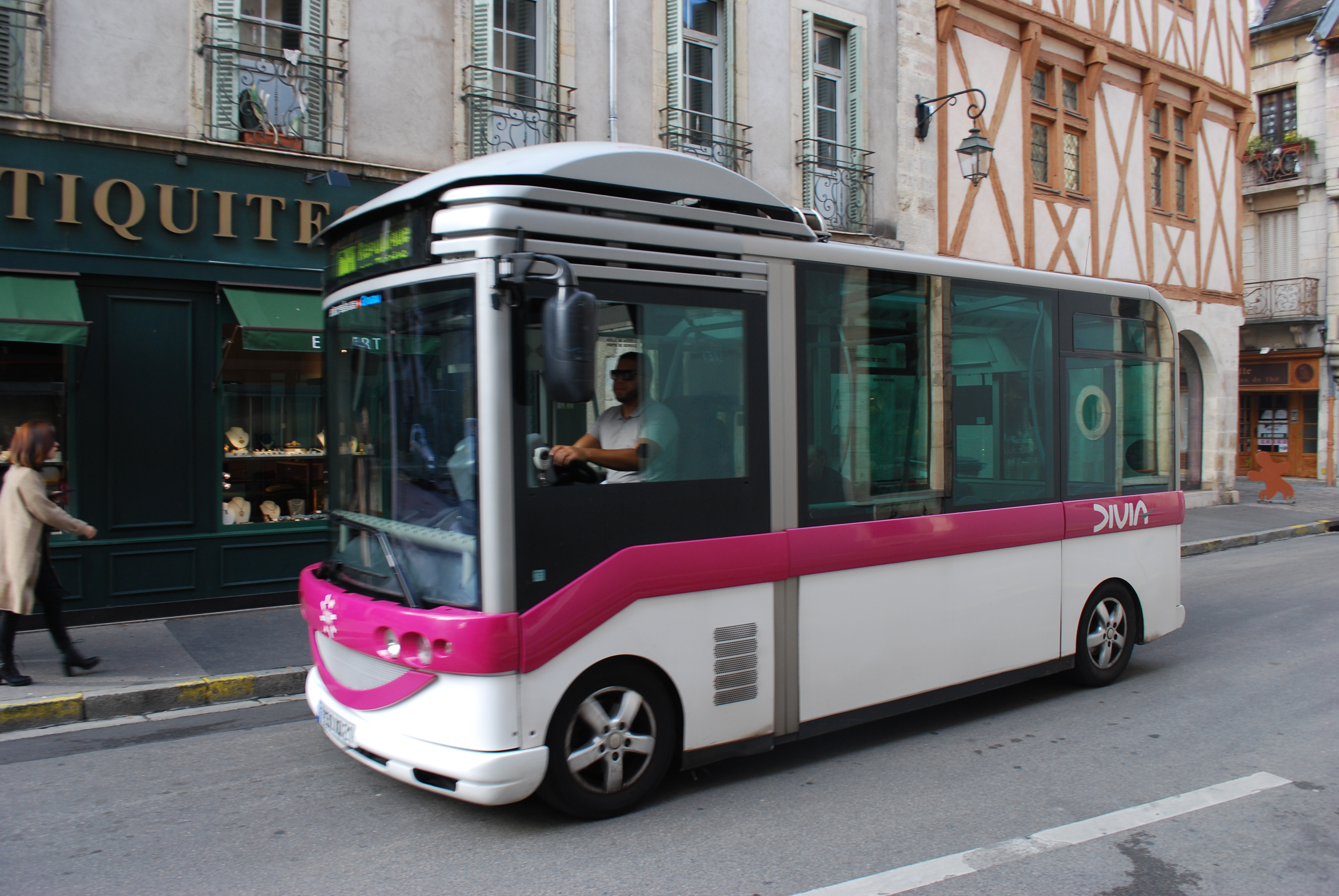
第戎市中心电动小巴

## 政治

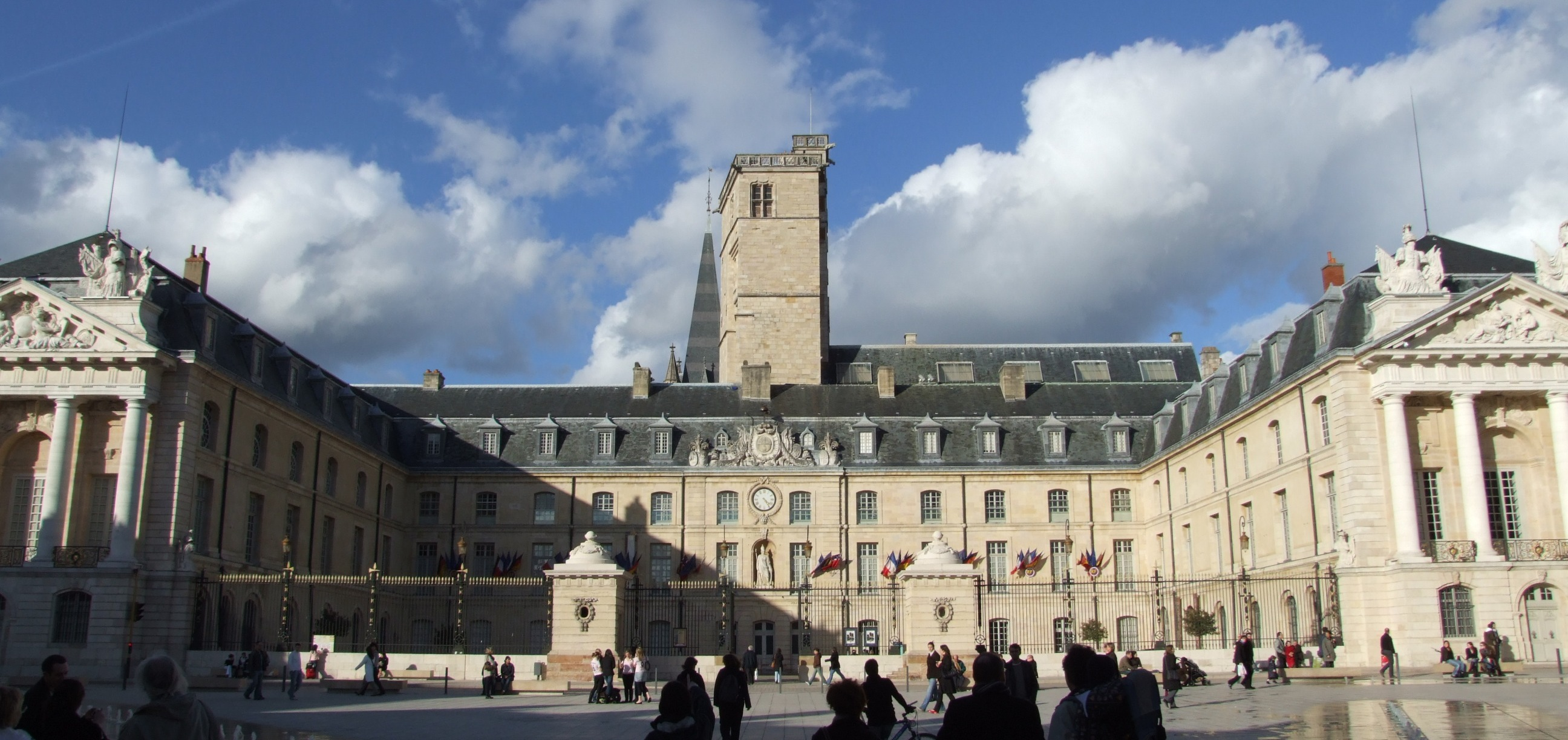
第戎市政厅，其前身为勃艮第公爵宫

第戎的现任市长为弗朗索瓦·雷布萨门，为社会党的一名成员，在2020年的市政选举中获得了43.52%的支持率。
在2017年的法国总统大选中，法国第25任总统埃马纽埃尔·马克龙在第戎获得了75.95%的支持率。
| 第戎历届市长   |                   |                            |
| 任期           | 市长              | 党派                       |
| 1944年－1945年 | 乔治·科纳         | SFIO工人国际法国支部       |
| 1945年－1968年 | 费利克斯·基尔     | CNIP全国独立人士与农民中心 |
| 1968年－1971年 | 让·韦耶           | CNIP全国独立人士与农民中心 |
| 1971年－2001年 | 罗贝尔·布热德     | RPR保衛共和聯盟            |
| 2001年－2014年 | 弗朗索瓦·雷布萨门 | PS社会党                   |
| 2014年－2015年 | 阿兰·米约         | PS社会党                   |
| 2015年－       | 弗朗索瓦·雷布萨门 | PS社会党                   |

## 人口
2017年，第戎市镇人口数量为156,920，在法国排名第17位。其中男性72,930人，女性82,160人，75岁及以上人口占7.6%，外籍人口数量为13,028人，人口密度为3,883人/平方公里，当地居民被称为（男性）或（女性）。2018年，第戎境内出生1,628人，死亡人口1,209人。
| 年份   | 1936   | 1946    | 1954    | 1962    | 1968    | 1975    | 1982    | 1990    | 1999    | 2006    | 2011    | 2016    | 2017    |
| ------ | ------ | ------- | ------- | ------- | ------- | ------- | ------- | ------- | ------- | ------- | ------- | ------- | ------- |
| 人口數 | 96,257 | 100,664 | 112,844 | 135,694 | 145,357 | 151,705 | 140,942 | 146,703 | 149,867 | 151,504 | 151,672 | 155,090 | 156,920 |

## 经济

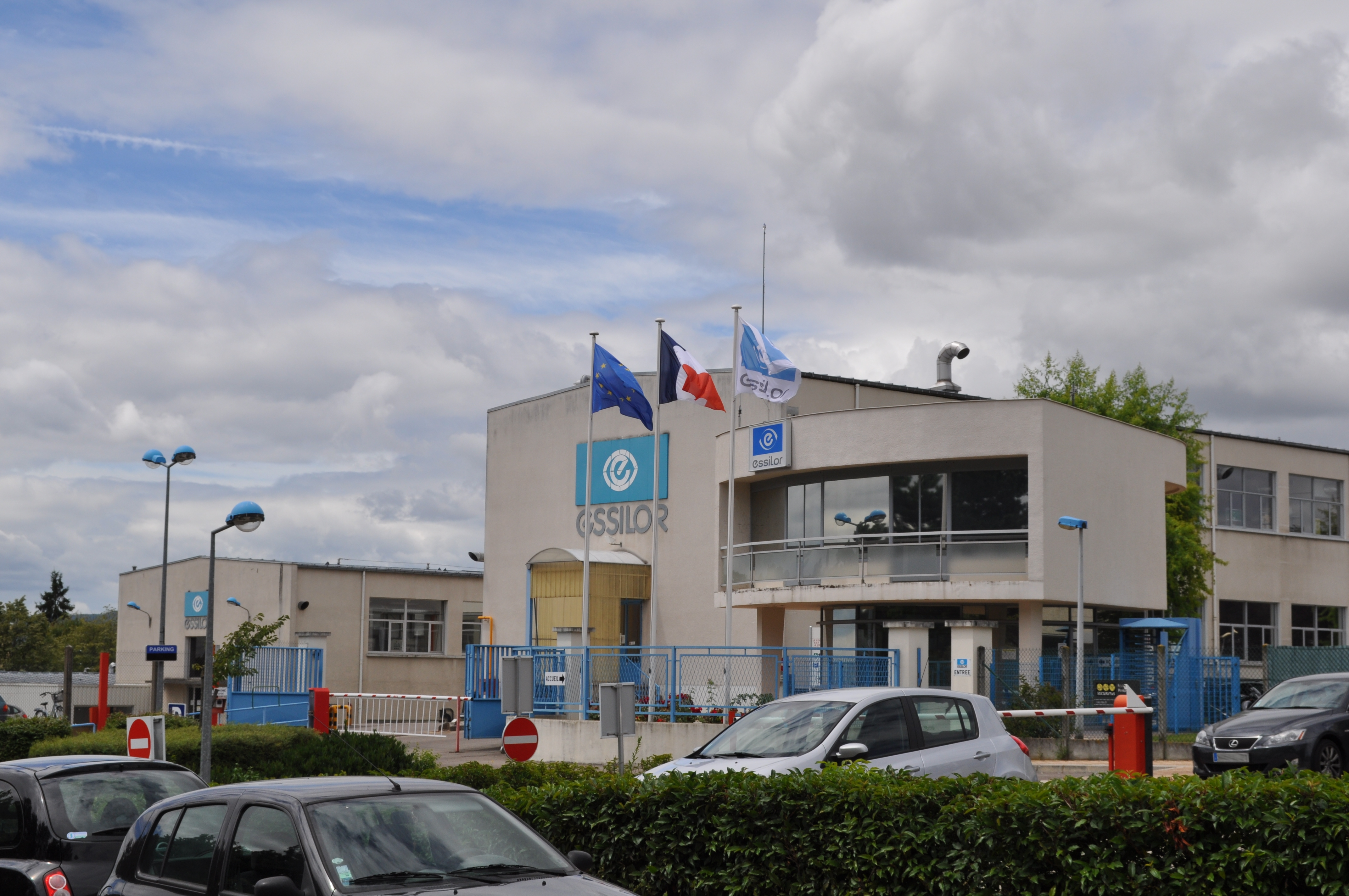
第戎境内的一家工厂

第戎是法国东部的一个重要的中心城市，区域性工商会总部所在地，当地的经济发展事务由都会区负责和管理。

### 结构
在第一产业方面，第戎所在的勃艮第为法国重要的葡萄酒产区，包括第戎境内8公顷的葡萄酒园在内的“勃艮第葡萄酒土地”已于2015年被列入《世界文化遗产》。除葡萄酒外，第戎所在的科多尔省东部地区也是法国重要的农业区，当地平坦的地理条件有利于大型机械化生产，而食品加工等部门也有所发展。
在第二产业方面，第戎在工业革命时期为一座轻工业城市，后逐渐转型成为综合性工业基地。Terrot机械厂于1887年建于第戎，后于1959年被标致收购。家族药企于尔戈实验室和轻型交通工具制造商拉皮埃尔的总部均位于第戎。
在第三产业方面，第戎是法国东部的科教中心之一，境内拥有多所高等教育和研究机构，法国主要的银行、保险、邮政、通讯等企业均在第戎设有分支，并为当地带来了大量的就业岗位。公路和铁路的交汇也使得第戎成为重要的交通枢纽，其中巴黎-莱茵-罗讷河高速公路公司总部设于第戎东郊的圣阿波利奈尔境内，后者为欧洲第四大高速公路运营商。同时，第戎也因其境内的大量历史建筑及景观而成为重要的旅游城市。二十世纪80年代以来，第戎承办了多个项目的国家乃至国际性文化和会展活动，前往当地的游客数量连年增长。

### 财政
2018年，第戎的财政收入总额为214,720,000欧元，财政支出总额为192,759,000欧元，当年的债务总额为158,211,000欧元。

### 收入
2014年，第戎的人均收入总额为2,455欧元，其中高职人员为4,098欧元，普通职员为1,841欧元。
2016年，第戎境内的青壮年（15至64岁）失业率为14.8%，当地49.1%的家庭拥有纳税资格。

## 社会事务

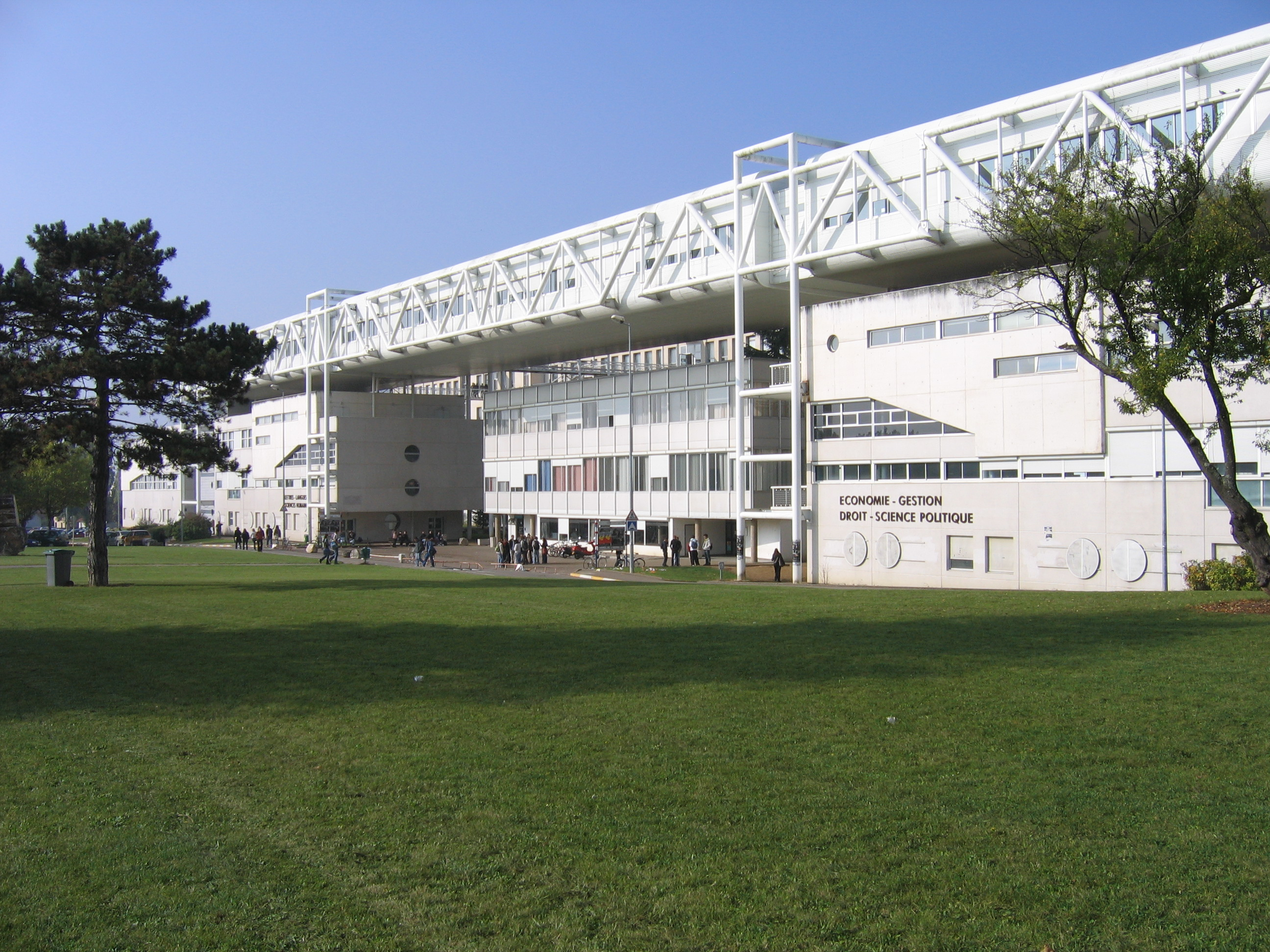
勃艮第大学政法学院

### 教育
第戎是第戎学区的驻地。截止2018年1月1日，第戎境内共有40所幼儿园、54所小学、18所初级中学、13所普通高中和1所职业高中，其中部分高中开设大学校预科班。在2019年法国全国中考中，圣弗朗索瓦德萨勒私立初级中学（Collège privé Saint francois de sales）应届毕业生合格率达97%，是第戎境内平均中考成绩最好的中学，在全法国8,732所初级中学中排名第153位。2018至2019学年度，第戎境内共有学生23,078名。
在高等教育方面，第戎市区东部设有大学城，境内设有多所高等教育机构。勃艮第大学成立于1722年，是法国的一所综合性公立大学，总部设于第戎，其下属8个二级学院，同时还管理国立高等农业食品环境科学学院和高等材料与信息设计工程师学校两所工程师学校。

### 医疗
截止2017年1月1日，第戎境内共有全科医生157名、保健师215名、牙医118名、护士104名、耳科医生12名、眼科医生25名、皮肤科医生24名、助产士12名、儿科医生15名和妇科医生28名。境内共有药房59家，养老院21家，残疾人帮扶中心12家。
第戎勃艮第大学中心医院位于第戎市区，其前身为1204年建立的第戎神学院，现为勃艮第大学医学院的教学医院，也是当地规模最大的公立综合性医疗机构。

### 商业

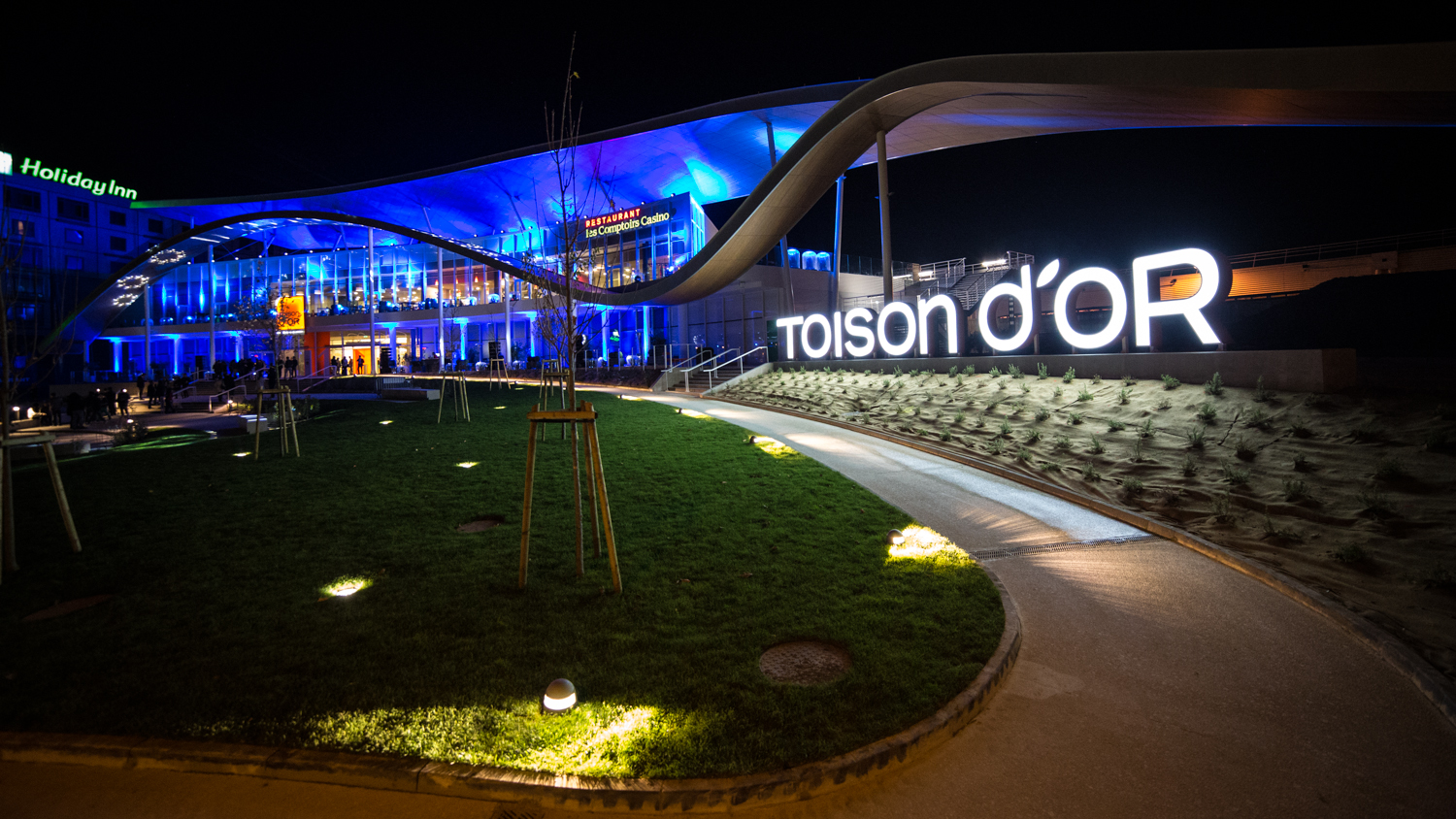
图瓦松多尔商业中心

2017年，第戎境内共有各类商铺9,405家，其中餐饮服务类3,122家。
第戎的传统商业街位于市中心地带，而市区北部的图瓦松多尔商业中心则是一个大型开放式的商业街区，附近还有第戎泽尼特会场，可用于举办大型演唱会等文娱活动。

### 住房
2015年，第戎境内共有各类住房91,304套，其中89.9%为常住房屋。集中式居民区主要分布在市区东部和西南部。
第戎境内的住房事务由都会区负责。2016年一季度，第戎都会区联合相关国家机构制定了其范围内的《本地住房总体规划》（Programme local de l'habitat），而都会区内的首个生态街区已于2017年在第戎南郊的隆维克境内建成。

### 体育

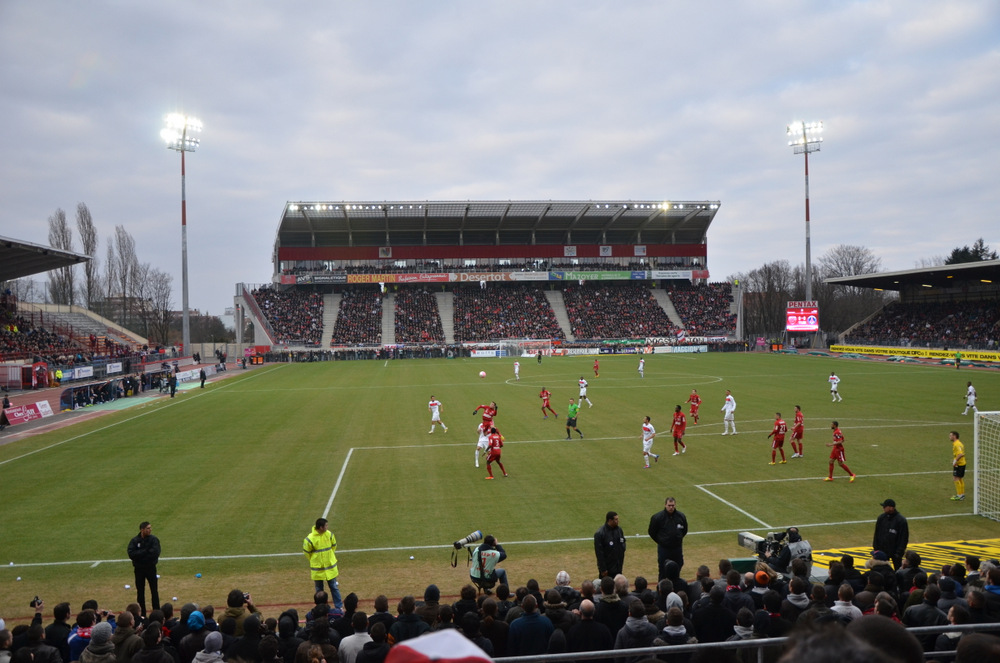
加斯頓·傑拉德體育場

2017年，第戎境内共有7家游泳池、37间健身房、11座综合体育场、63处网球场、1处马术场、24处足球或橄榄球场、29处篮球或排球场以及1处高尔夫球场。
第戎足球俱乐部成立于1998年，是当地的一支职业足球队，2019至2020赛季参加法国足球甲级联赛，其主场加斯东·热拉尔体育场位于市区东部，为纪念1919年至1935年间的第戎市长加斯东·热拉尔先生而命名，该球场可同时容纳超过1.8万名观众，是第戎境内规模最大的体育设施。
第戎圣女贞德篮球俱乐部则是当地的一支职业篮球队，成立于1880年，曾于2006年获得法国篮球杯的总冠军，2019至2020赛季参加法国篮球甲级联赛，其主场位于市区东部的让-米歇尔-热奥弗鲁瓦体育馆。
除此之外，第戎境内的团体体育队还有第戎橄榄球俱乐部、第戎都会手球俱乐部、第戎冰球俱乐部等。第戎市区西部大约15公里处的普勒努瓦境内建有第戎-普勒努瓦赛道。自2002年起，第戎市政府成立市政体育服务中心，旨在支持和管理当地的民间体育团队。

### 环境
第戎的环境事务由其所属的公共社区负责。2017年，第戎境内共有3家污染企业。在大气环境测量结果中，当地的一氧化碳浓度平均值为386µg/m³、二氧化氮浓度平均值为21.3µg/m³、臭氧浓度平均值为51µg/m³，二氧化硫浓度平均值为1µg/m³、颗粒物平均值为17µg/m³；在水环境监测结果中，当地的水体坤化物浓度为5µg/L、汞含量为0.2µg/L、硝酸盐含量为15.4mg/L、磷酸三正丁酯含量为0.02µg/L。
截止2018年5月，第戎都会区内共有5处生活垃圾处理中心、5处取水点、4个直饮水厂、28个水站和2个污水处理厂，当地政府积极推动垃圾分类和回收理念，旨在减少环境污染和资源浪费。

### 治安
第戎境内共有三个派出所，距离第戎最近的国家宪兵队位于克蒂尼境内。科多尔省消防总站位于第戎境内，其在省内下属44个分站。
2014年，第戎及附近地区共发生各类案件11,481起，其中盗窃类案件7,464起，经济类案件1,094起，毒品交易类案件417起。

## 文化

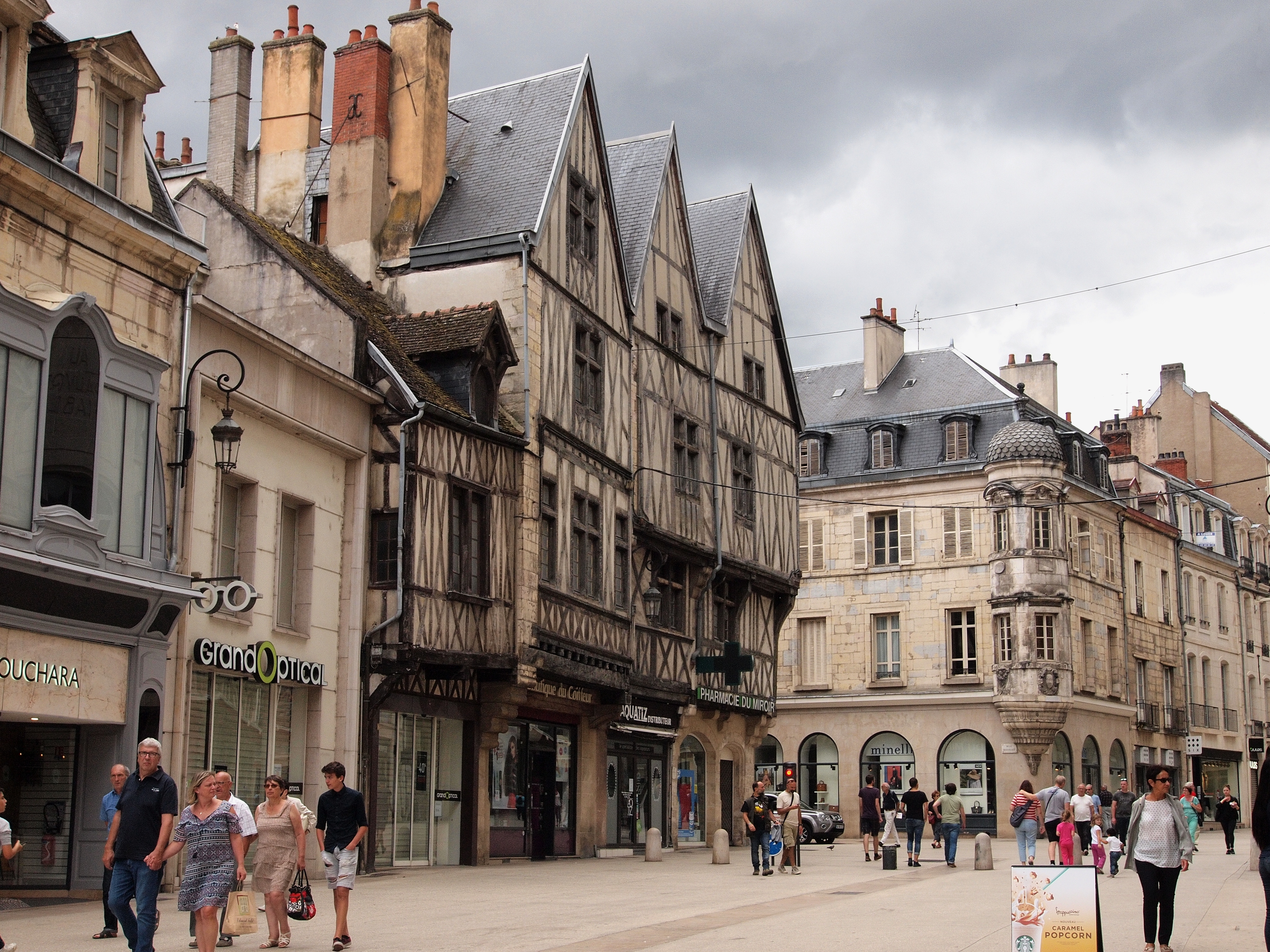
第戎老城的自由街

### 藝術
2017年，第戎境内共有3个剧场、4个电影院、7个博物馆和1个音乐厅。美術方面，有當代藝術館Le Consortium、第戎國立藝術學校（École Nationale Supérieure d’Art Dijon）以及Fonds régional d'art contemporain，其常設展覽包括當地藝術家严培明的作品。

### 城市规划
第戎位于科多尔省东部的一处平原之上，境内地形平坦，但中心城区的街道普遍较为曲折，其中勃艮第公爵宫位于第戎老城的核心位置，是当地的地标性建筑，同时也是集行政办公（第戎市政府）和文化展览（第戎美术馆）为一体的综合性公共场所；公爵宫前方的自由街（rue de la Liberté）向西连通至达西广场，是第戎老城的主轴线。自18世纪后，第戎市区逐渐向四周扩张，其中南北两个方向的主轴线分别为让·饶勒斯大街（avenue de Jean Jaurès）和旗帜大街（avenue du Drapeau），东西两侧则因铁路和地形原因而为形成主干道。

### 建筑
第戎境内有多处法国国家文物保护单位，其中勃艮第公爵宫、圣彼尼諾主教座堂、圣斐理伯堂、第戎圣母院等为当地的代表性建筑物。

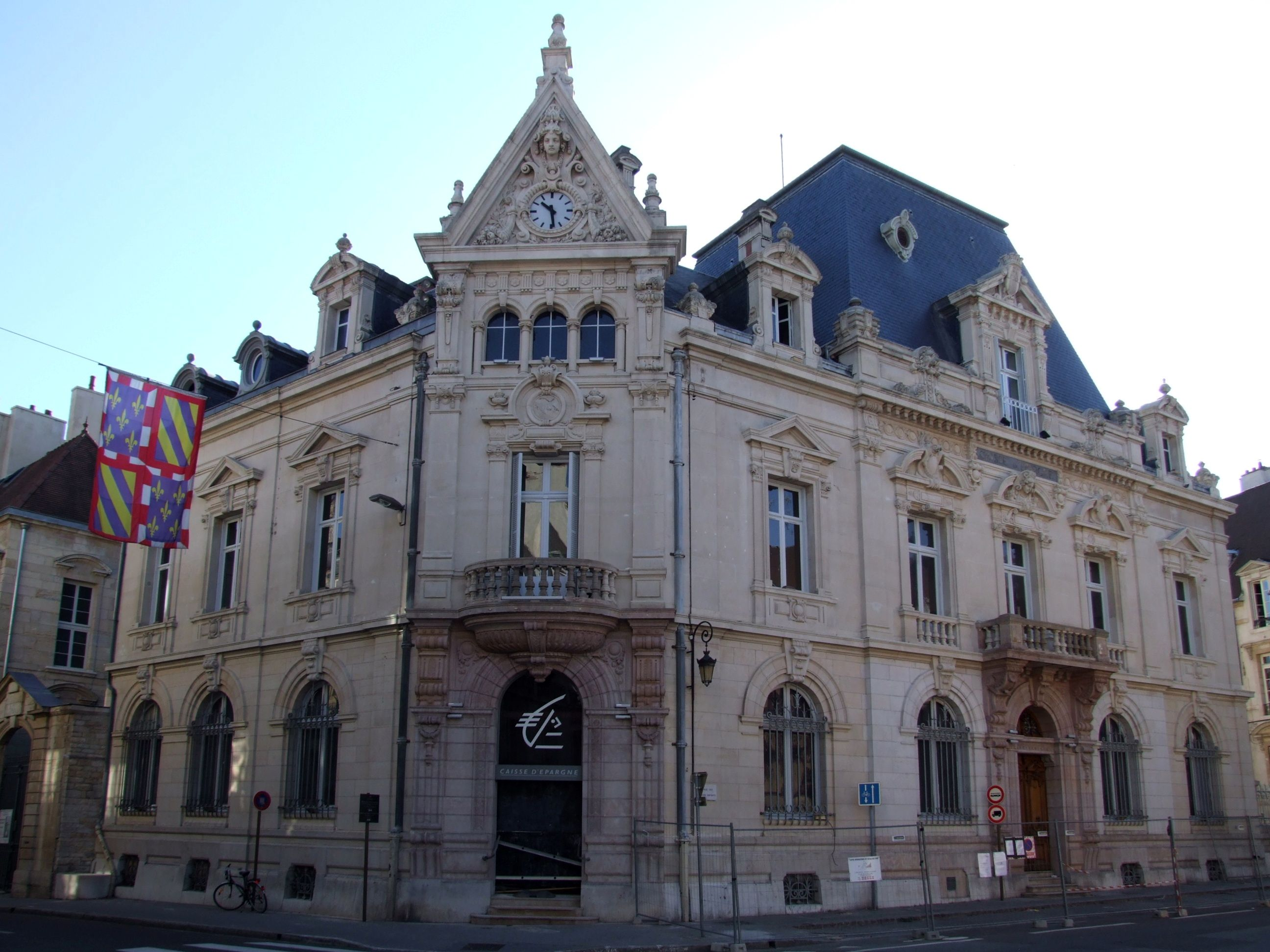
第戎大剧院广场（法语：Place du Théâtre (Dijon)）
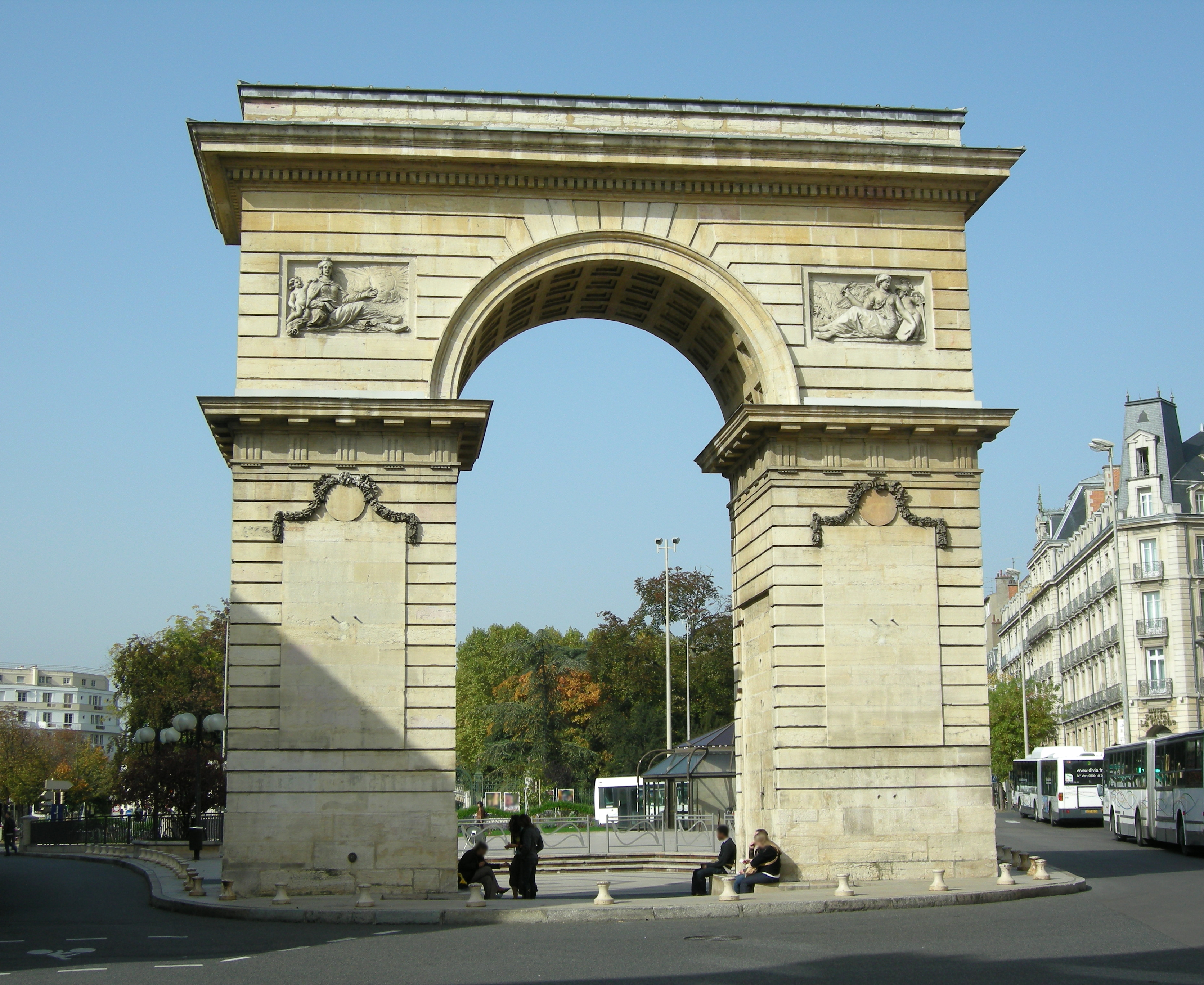
纪尧姆门
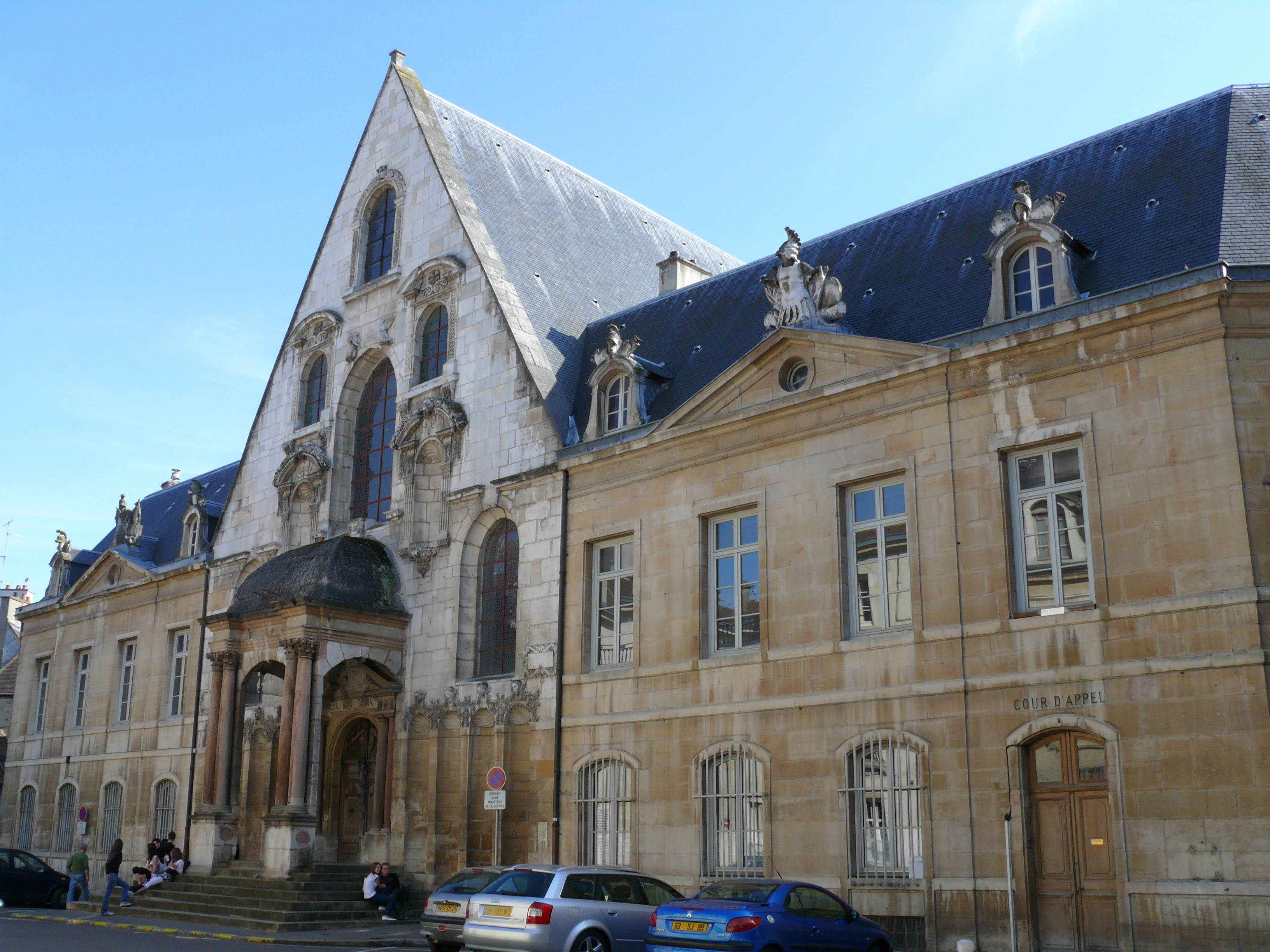
第戎高级法院
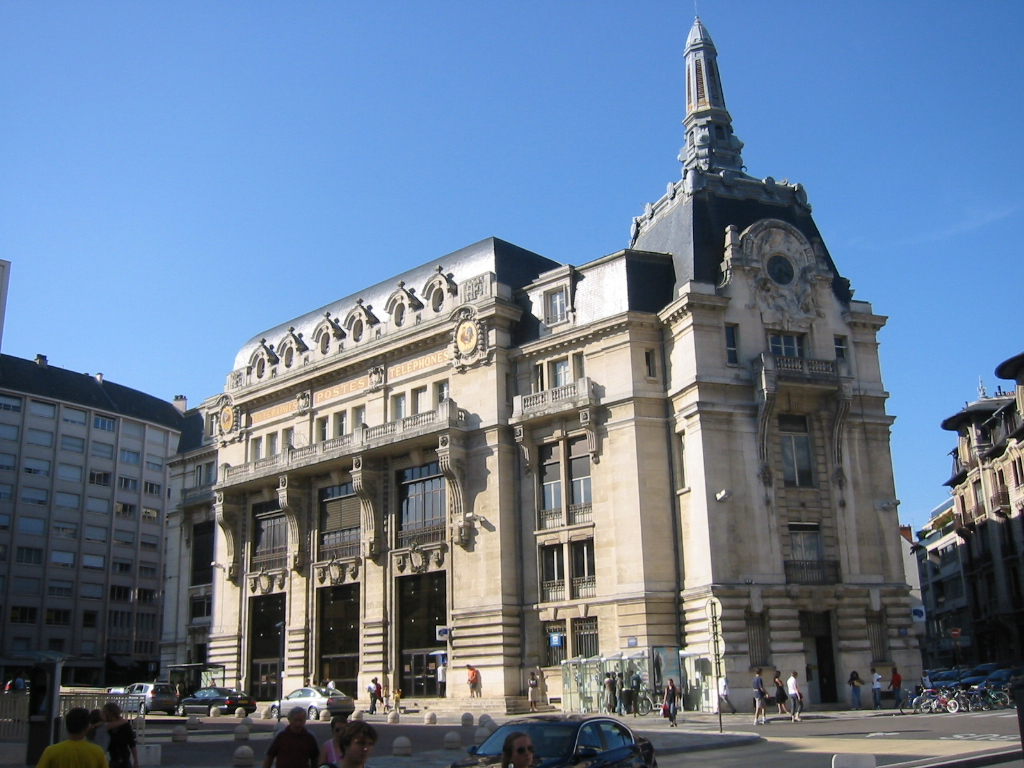
第戎邮政大楼（法语：Hôtel des Postes de Dijon）
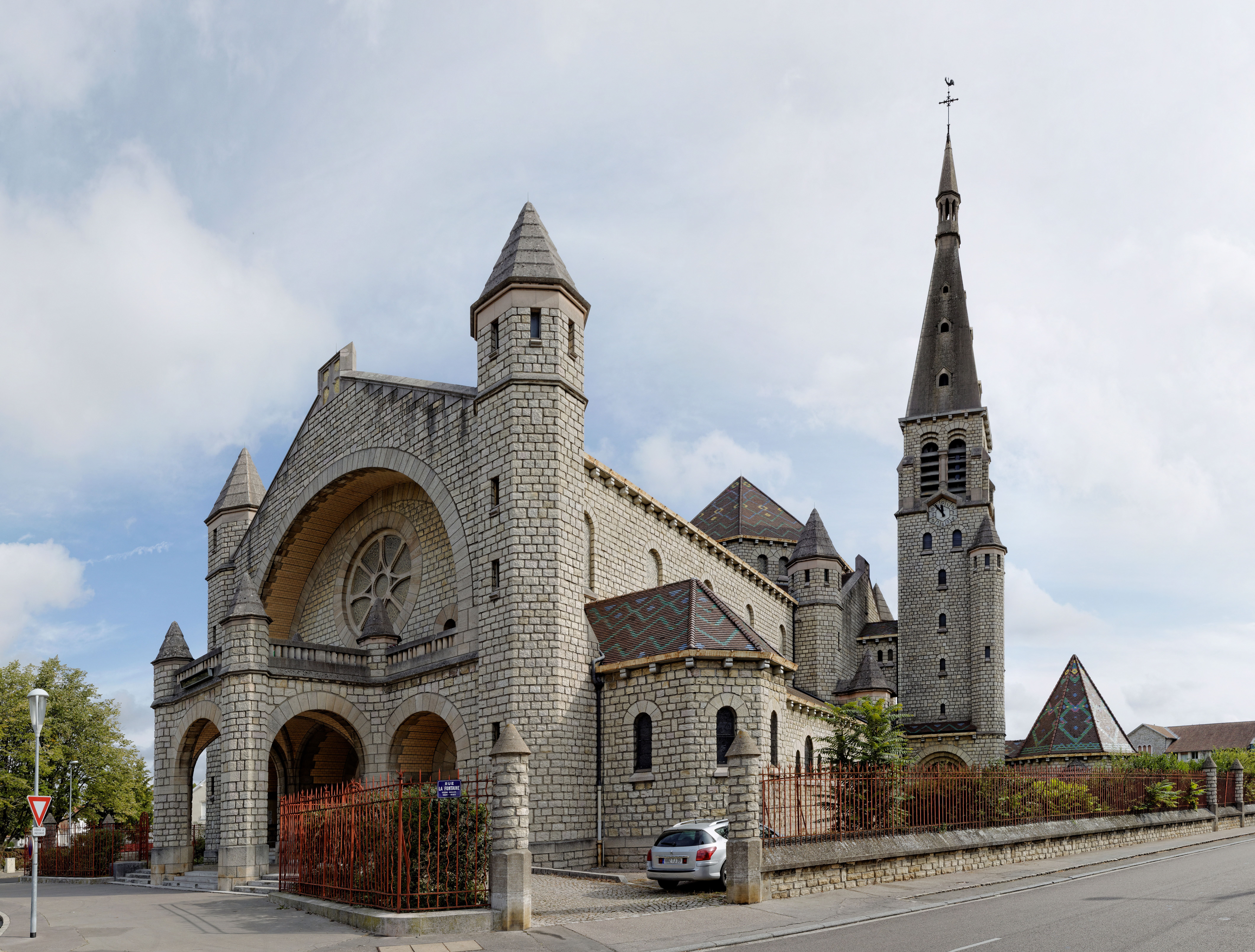
圣心堂（法语：Église du Sacré-Cœur de Dijon）

### 旅游
第戎是法国重要的旅游城市之一，被《米其林旅游杂志》评为“三星级旅游推荐”（最高级别）。当地的主要旅游项目包括境内的历史文物以及郊区的葡萄酒园。2018年，第戎境内共有42个宾馆共计2,222间房间，另有1个露营地，可容纳共121辆露营车。

### 媒体

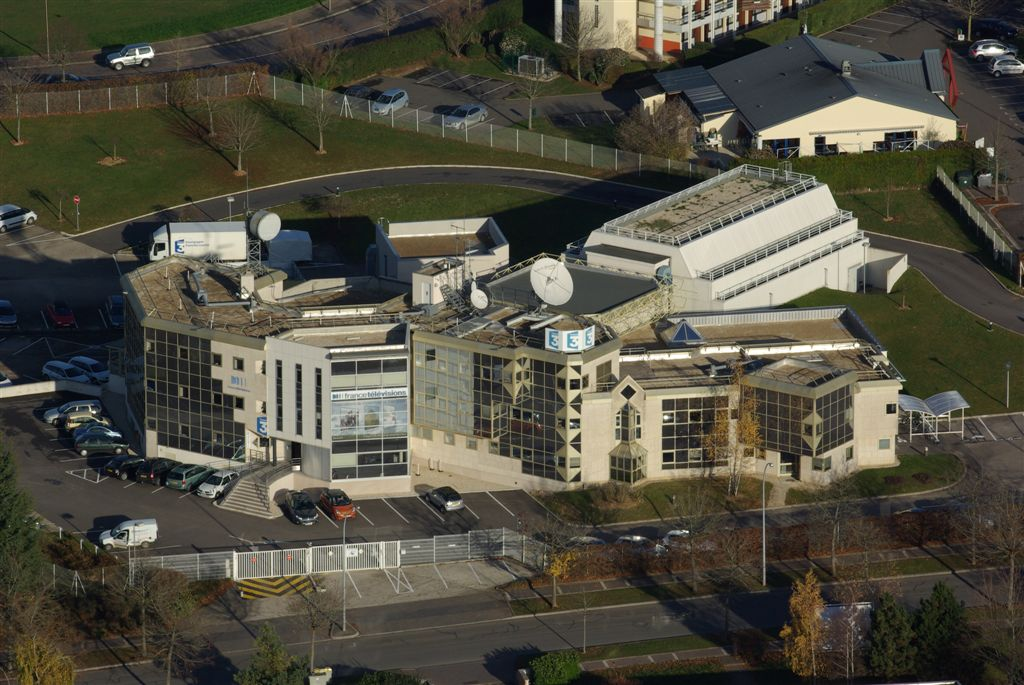
法国第三频道勃艮第分台总部

法国主要的媒体均可在第戎接收，法国电视三台下属的勃艮第-弗朗什-孔泰大区频道在部分时段播出第戎所属区域的地方新闻。《公共财产报》是一家总部位于第戎的地方性综合报社，其发行区域覆盖了整个科多尔省，并设有第戎专栏。

### 宗教

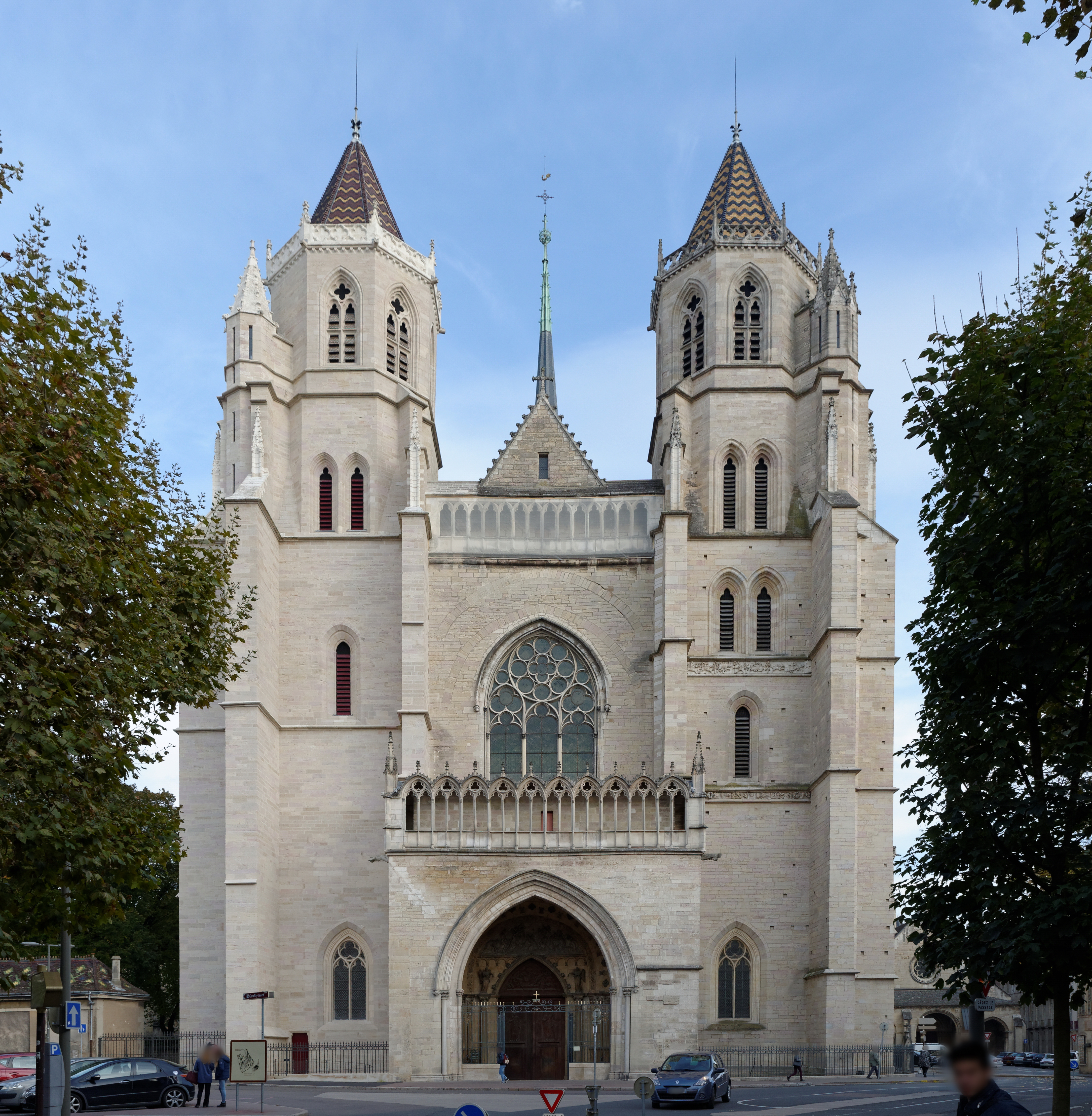
圣贝尼涅主教座堂

第戎是天主教第戎总教区及天主教第戎教省的首府，下辖数十个教堂及祷告室，分布于第戎的各个街区。圣贝尼涅主教座堂为该教区的主教座堂，建于14世纪，于1846年被列入法国国家文物保护单位，2015年作为勃艮第葡萄种植园的一部分而被列入世界文化遗产名录，同时被录入的还有建于1879年的第戎犹太教堂和建于1898年的第戎新教教堂。
自20世纪中后期以来，随着大量外来移民的涌入，第戎也逐渐形成了多个穆斯林社区，截至2020年4月，第戎市区内共有3处清真寺：恩努尔（مسجد النور）、艾尔·伊曼（مسجد الإيمان）和马斯季德·卡伊尔（مسجد المسجد الخير）。

### 活动
第戎每年举办多个文化活动。葡萄园节和第戎国际美食节分别于每年8月和11月举办，是当地的代表性地方文化活动。创办于1995年的第戎短片国际电影节同样于每年11月举办，VYV狂欢节（VYV Festival）则是当地的一场年度嘉年华，每年夏季举办。

### 美食
第戎因勃艮第葡萄酒、蜗牛菜和芥末酱而闻名，是法国四大美食之都之一，勃艮第大学设有农业与食品研究院，而第戎美食城预计2021年底建成并向公众开放。截至2020年4月，第戎境内共有11家餐厅被列入《米其林星级餐厅名单》。

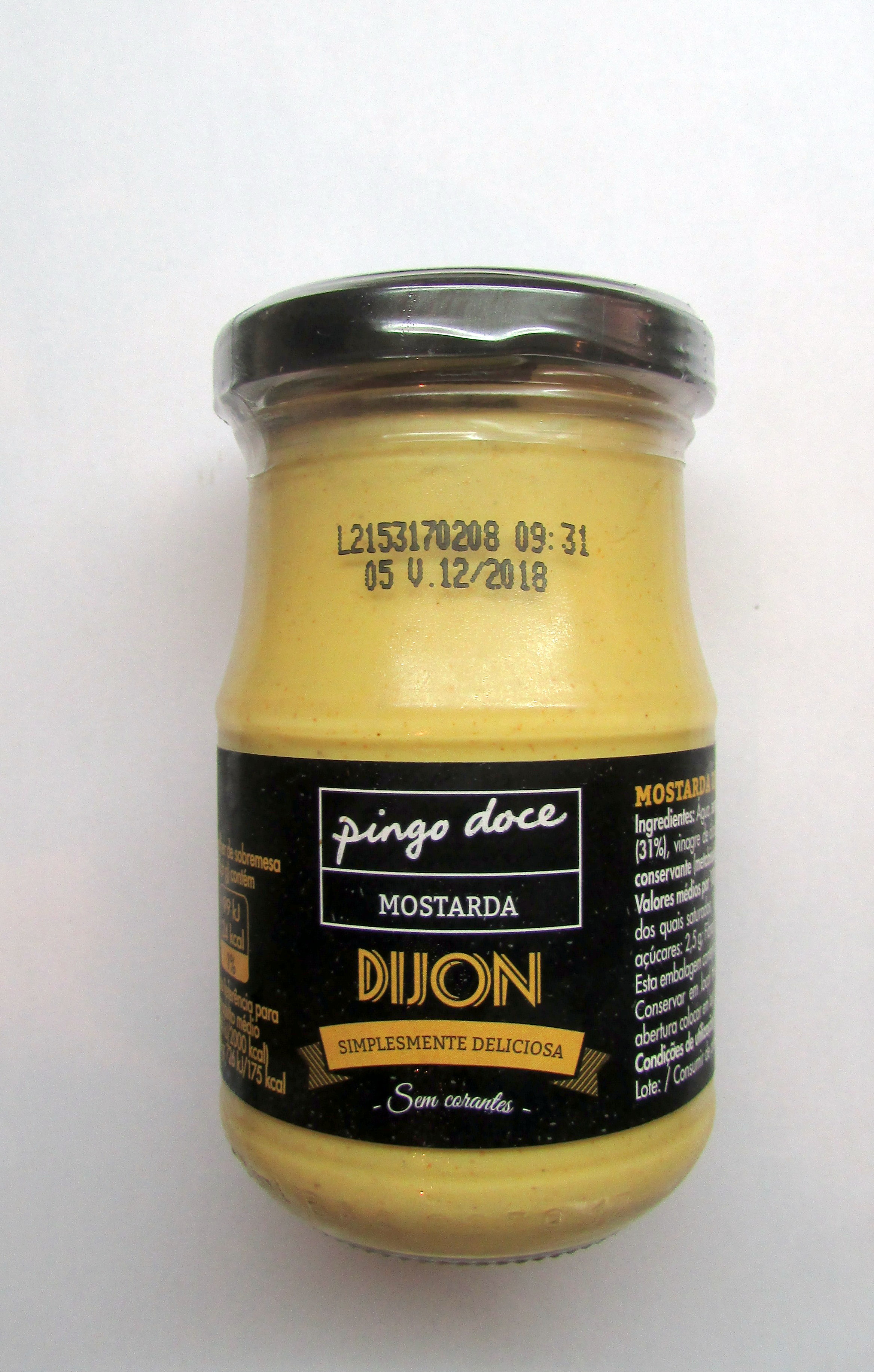
芥末醬是第戎當地的特色產品

## 相关人物
法国建筑工程师、埃菲尔铁塔的建设者古斯塔夫·埃菲尔出生于第戎，当地的一所高级中学以其命名；法国工程师亨利·達西出生于第戎，第戎市中心的达西广场即以其命名。

## 对外交流
截至2020年4月，第戎共与13座城市互为友好城市关系，另有9个国家在第戎设有领事馆或任命有名譽領事，一些外籍人士还在当地建有相关的社团。

| - 英格兰 约克 - 美国 达拉斯 - 德国 美因茨 - 俄羅斯 伏尔加格勒 - 北馬其頓 斯科普里 - 義大利 雷焦艾米利亚 - 羅馬尼亞 克卢日-纳波卡 - 匈牙利 佩奇 - 波蘭 奥波莱 - 葡萄牙 基馬拉斯 - 摩洛哥 舍夫沙萬 - 捷克 布拉格第六区 - 塞内加尔 达喀尔 | - 比利时驻第戎名誉领事 - 巴西驻第戎名誉领事 - 西班牙驻第戎副名誉领事 - 芬兰驻第戎名誉领事 - 義大利驻第戎名誉领事 - 盧森堡驻第戎名誉领事 - 摩洛哥驻第戎领事馆 - 墨西哥驻第戎名誉领事 - 捷克驻第戎名誉领事 - 德国莱茵兰-普法尔茨文化交流中心 - 葡萄牙文化交流中心 |